# ハイスクール!奇面組の登場人物一覧
ハイスクール!奇面組の登場人物一覧（ハイスクールきめんぐみのとうじょうじんぶついちらん）では、新沢基栄の漫画『ハイスクール!奇面組』（『3年奇面組』を含む）およびそれを原作とするアニメに登場する架空の人物の一覧を取り上げる。
なお本項では、以下の作品の登場人物についても取り扱う。
- 『帰ってきたハイスクール!奇面組』 - リバイバル作品
- 『フラッシュ!奇面組』 - 『月刊少年ガンガン』連載作品

## メインキャラクター
※以下の7人と家族の詳細は各項目を参照。

### 奇面組（きめんぐみ/10組）
リーダーの一堂零を筆頭に5人からなる。奇面フラッシュを必殺技に持つ。
一堂零（いちどう れい）
声 - 千葉繁
奇面組のリーダーで本作品の主人公。他のメンバーの追随を許さない「変態力」の持ち主であり、変幻自在、向かうところ敵なしの超個性的人物。
冷越豪（れいえつ ごう）
声 - 玄田哲章
奇面組ナンバー2（サブリーダー）。メンバー切っての硬派＆武闘派だが、根はセコイ。普段は悪態をつきながらも、宇留千絵に秘かに好意を寄せる。
出瀬潔（しゅっせ きよし）
声 - 二又一成
奇面組メンバー。メンバー中1番の常識人だが、超ドスケベでスカートめくりが得意技。
大間仁（だいま じん）
声 - 龍田直樹
奇面組メンバー。のんびり屋で大食漢。メンバーの中では物星大とともに年下であり、落第が一回少ない。
物星大（ものほし だい）
声 - 塩沢兼人
奇面組メンバー。乙女チックな性格で涙もろく、オカマのような仕草が特徴。不意を打つキス攻撃が得意。

### ヒロイン
河川唯（かわ ゆい）
声 - 高橋美紀
奇面組の親友で、本作品のヒロイン。天真爛漫で成績優秀。他人から何か頼まれると断れない性格。数多くの異性から好意を向けられているが興味はなく、少なからず一堂零に好意を寄せるようになり、やがて相思相愛となる。
宇留千絵（うる ちえ）
声 - 松井菜桜子
唯の友人。おしとやかな唯と対照的に豪快でがさつ、おっちょこちょいな性格。もう一人のヒロインでもあり、冷越豪といがみ合ううちに異性として意識するようになる。

## 教職員

### 『3年』から登場
伊狩 増代（いかり ますよ）→石砂 増代（せっさ ますよ）
声 - 勝生真沙子
昭和33年12月12日生まれ 身長165cm、体重55kg 血液型：O型
中学時代（劇中で描かれている2年間）の奇面組および唯と千絵が中学3年生時の担任（高校では御女組の担任）。国語科教師。アニメでは奇面組中学時は24歳。美人だがヒステリックで凶暴な性格。それなりに教育熱心で生徒思いだが、その一方で優しそうな顔と対照的にイビリ精神もかなり旺盛で、惚れている石砂先生の授業に生徒を放り出して割り込むなどの下心を丸出しにする問題行動もある。「キャラレル・ワールド」の回におけるパラレルワールドでは泣き虫な性格になっている。学生時代は近隣でも有名なスケ番だった。酒癖が非常に悪い。
奇面組中学時は長い事彼らの担任を務めていただけあり、若人が唯と千絵を監視につけて奇面組に追試をさせると知った際は「あまり入れ込むと逆効果」と苦笑いで忠告するが、忠告通りの結果となった。
モデルは性格面が新沢の学生時代の先生で、伊狩に負けず劣らずのヒステリックな性格だったという。外見は『奥さまは魔女』のサマンサ。貧乳。奇面組に「イカリコング」と呼ばれ、主に豪が物真似を担当する。一応中・応生高OGで、奇面組の先輩に当たる。奇面組たちの進学とともに応生高（一応高）に転任。また、一応高女子バレー部監督も務めた。『3年』に引き続き『ハイスクール!』初期は担任を外れたものの行事の引率などで頻繁に登場していたが、石砂との結婚話がピークとなり、披露宴では奇面組と司会進行役の色音により式を台無しにされる災難に遭い、一時は彼らを深く恨んだ。音小野高校に石砂が転任し、後任となった事代の再登場により、終盤は出番が激減した。石砂と結婚して石砂姓となり、後に長男の「天馬（てんま）」をもうける。
独身時代のアパートは「大戦荘（だいせんそう）」。正月にお年玉目当てで遊びに来た奇面組、唯、千絵といろはかるたをした際に彼女の特技と判明。奇面組とお年玉を賭けた「賭けカルタ」をするはずが塊、妖、翔、邪子が現れて「主役争奪戦」に発展し、階下に住む大家宅までブチ抜く騒動になった。
読者から千絵と顔が似ていることを指摘されたことがあり、千絵も彼女に変装したことがある。
石砂 拓真（せっさ たくま）
声 - 安原義人
昭和30年生まれ 星座はやぎ座 身長180cm、体重70kg 血液型：B型
腕組の担任。体育科教師。髪型はリーゼントスタイル。スポーツマンで男らしいが、性格は総じて単純かつ小心者で女性には弱い。悩む時は複雑なポーズをとる。色音先生とは本当は友人だが折り合いが悪い部分もあり、一時期は伊狩先生を巡る恋敵同士でもあった。一先高（一応高）に転任した後、伊狩先生と結婚する。その後は音小野高校に転任となる。独身時代のアパートは「御大荘（ごたいそう）」。
色音先生は「人間アスレチック」「人間ぶら下がり健康機」零は「人間スポーツセンター」とあだ名をつけている。「キャラレル・ワールド」の回におけるパラレルワールドでは坊主頭で熊本弁を話す。
伊狩とは結婚前、原作の「刑事編」でも夫婦役（娘役は若人）を演じている。伊狩との披露宴には、両親と兄が登場する。
伊狩との結婚話では過去の出来事を自分の都合の良いように改竄する伊狩との間で喧嘩に発展しかけ、相性占いの結果に動揺する。また「将来、絶対に尻に敷かれる」と奇面組のみならず親戚一同からも危惧されていたが、増代の妊娠・出産を契機に長男誕生後も家事一切を担うようになるなど半ば的中こそしたが、実際は夫婦仲は良く、円満そのものとなる。長男「天馬」を増代と共に溺愛する親バカぶりだが、扱いについては幼児虐待に近い。おまけに配達に来た豪と千絵に天馬のお守りを押しつけて夫婦で結婚式に出かけるなど、「この夫婦に関わるとロクなことがない」とまで言われる。
名前に関しては当時読者より「名前の意味がわからない」と便りが来たという。
読切『3年奇面組場外編 ひまわり・ちゅーりっぷ』では珍日本プロレスのリングアナウンサーで登場した。
色音 好（いろおと こう）
声 - 伊沢弘、塩沢兼人（68話Bパートでの代役）
昭和31年生まれ 身長175cm、体重65kg 血液型：O型
色男組の担任。代講専門で、主に、アニメでは番組のクラスで英語（原作では、女性教師）、原作では「中学編」で体調不良で欠勤した伊狩に代わり、国語、「高校編」では、石砂が転任し、事代が正式に赴任するまで、保健体育を担当している。また「高校編」初期には、演劇部の顧問をしている。色男組の担任だけあって、性格は総じて軽薄で女たらしな面が目立つため、生徒からはあまり好感を得ていないが、根は悪い人間ではない。間抜けな面も多く、どこか憎めない人柄であるため、完全に嫌われているわけでもない。石砂とは長い同僚の教師として友人関係ながら、互いの性格が災いし、伊狩を巡る恋敵同士として表面上の折り合いが悪かった時期もあった。またアニメの怒組結成の回では、代講で英語を担当した際、番組に授業妨害されプールに放り投げられたことを話している（原作では別のストーリーだが、西南が同じ目に遭っている）。実は体がかなり柔らかい。のち一応高に転任し、伊狩の項にある通り、伊狩と石砂の披露宴では司会進行役を任されるが随所で悪ふざけを見せ、奇面組を教え子代表として紹介したことで結果的に式をぶち壊しにしてしまい、伊狩から恨まれてしまう。
中盤以降は事代などに出番を奪われる格好でほとんど登場しなくなり、役回りが完全に被る日条の登場で取って代わられる。その後、出番のある話でも割と真面目に教職業に従事しているようである。
石砂からは人間の軽さと無責任な人格から「人間発泡スチロール」「人間8分の5チップス」「人間うすやきせんべい」のあだ名をつけられている。事代によると酒席では「ムチャクチャ」になるという。アパートは「無節荘（むせっそう）」。当時の週刊少年ジャンプ編集部の編集者奥脇三雄がモデルだが、初登場時は作者の新沢と奥脇は面識さえなかった。
豊年 満作（とよとし まんさく）
声 - 龍田直樹
身長160cm / 体重65kg
中学時代の唯・千絵（2年時）の担任。数学科教師。他の教師に比べて慎重な性格。他教師より唯と千絵が勝手に男子のみの技術科授業に来ていると苦情を受けた（アニメでは腕組に授業妨害を受けた実態を話している）。のち一応高に転任。
一応高では憎組登場回のクラブ挑戦シリーズにて空手部の顧問として登場（原作のみ。アニメではストーリー変更に伴い、事代作吾が顧問となっている）する。かつては怒裸権榎道の父と拳法のライバル同士であり、年を取っても怒裸権の攻撃を軽くいなすほどの実力者である。父親との因縁を再現しようとしたが五重塔崩壊により和解には到らなかった。
なお、『週刊少年ジャンプ』掲載時では当初、部長と呼ばれるサングラスとスキンヘッドが特徴の壮年の風貌の生徒が登場したが、次の回より豊年に変更され、単行本では修正されている。

### 『ハイスクール!』から登場
若人 蘭（わかと らん）
声 - 柴田由美子
昭和34年生まれ 身長160cm、体重55kg 血液型：A型
高校時代の奇面組の担任。英語科教師（回によっては女子に家庭科を教えている）。一応中・応生高OGで、伊狩の後輩。高校時代はバレー部員で、先輩である伊狩にしごかれたという。世間知らずも甚だしく、金銭感覚もずれたお嬢様で、伊狩と石砂の結婚式に「花嫁より目立っちゃう」ドレスで参加しようとするなど場違いな格好をすることがあった。理解を超える出来事に遭遇すると倒れる。
登場初期は奇面組のことを怖がっていたが、実は子供の扱いが得意という一面があり、中学生のとき、すでに幼少期の零と鈍を軽くあしらっていたことも判明するなど、「彼女ほど奇面組（主に零）の扱いをわかっている教師はいない」と教師陣（特に伊狩）に言われるほど。また、暴走することも多い事代や彼女に輪をかけて非常識な日条の赴任後は常識的なツッコミ担当になる。「高根野マンション」に要田ヨネと暮らしている。
原作は黒髪だが、アニメではブロンドヘアー。また、アニメでは一度だけ「イカリコング」と対比して「ワカトギドラ」と呼ばれたことがある（零の落書きに登場）。愛犬として「ランラン」がいたが、『帰ってきた』ではこの世を去っており、AIBO役にさせられたラッシーが犠牲になった。『フラッシュ!』では、父は一応高理事長。スタイルは良く、3サイズは推定 86-61-87。事代作吾から好意を抱かれているが気づいていない。しかし次第に彼に惹かれて行き、事代が死んだと思った時は告白のようなセリフを呟いていた。山にキャンプに行った際には、電気が使えると思って家電製品を大量に持ってきたり、逆にマッチ一本すら持ってこないなど世間知らずぶりに拍車がかかっている。
『ハイスクール!』の人気投票では7位と女性キャラクターでは唯に次ぐ票を得た。
事代 作吾（じだい さくご）
声 - 田中秀幸
昭和33年生まれ 身長:170cm 体重:65kg 血液型：A型
教育実習生として現れた後、石砂の転任後に一応高校に赴任してきた体育科教師（アニメでは実習生からそのまま正式に教師として赴任している）。真面目だが時代遅れな言動や服装をする熱血漢でチューリップハットにベルボトムジーンズで鉄下駄もしくはロンドンブーツを履く。良く言えば豪快で男らしいが、悪く言えば厚かましく見られることも多い。若人に好意を寄せていて、カッコつけたがるが、イマイチ決まらない三枚目の役回り。不運に見舞われやすいが、中には肝心な場面でセコイ発想を抱いて好機を逃がしたこともあり、その場合は余計なことさえ考えなければ順調に事は済んでいたので事代にも問題点はある。特にアニメ中盤では教職員の中で最も損な役回りが多く、担任を外れ結婚した伊狩が目立たなくなってからは奇面組と絡んで犠牲（オチ担当）になることまで最も多くなった。女子からの人気はほとんど無く、人望にもあまり恵まれていない。しかし、出番が多くなったことで、奇面組や唯・千絵と共に長編では活躍する描写も増え、アニメでも後半はストーリーの進行役を果たすことが多くなった。
かつて応生高の番長だった過去を持つ。実は胴長短足でロンドンブーツを履いて誤魔化している。柔道有段者で柔道部顧問（アニメでは空手部顧問も兼任）でもある。ボロアパートで貧乏暮らしだが、奇面組に昼食をタカられるなどしばしば食い物にされ、ひもじい生活に拍車を掛けており、賞金絡みの催しには必ず参加する。アパートは「名肉荘（なにくそう）」。「縄抜け」の特技を持っていたが空き巣事件を機に封印した。邪子の初恋の相手（不良に絡まれていた御女組を鮮やかに助けた後、平手打ちして注意した）だったが、部活での組手の最中、邪子に突如奇襲されたために対処ができず（部員の胴着を掴んでいたため、両手が塞がった状態だった）、得意の柔道であっさり撃沈されたことでフラれた。
ワラトルマン編では「やっつけ隊」の隊長として登場。全く同じ顔つきの母親も登場する。
『帰ってきた』では若人をドライブに誘う目的で思い切って新車（トヨタのヴィッツ）を購入したものの奇面組に台無しにされる。
『フラッシュ!』ではすでに一応高校の教師という設定だったが、熱血指導が行き過ぎて卒業生たちからお礼参りを受け2か月間入院していた。この作品では10組の副担任となっており若人を補佐する役回り。また彼女を一目見て惚れた描写もある。貧乏と厚かましさが増しており、家庭訪問と称して奇面組の家々を回り食事をたかろうとしていた（作者自身も「完全にゆすり」とコマの外からツッコミを入れている）。
青空 春夫（あおぞら はるお）
声 - 戸谷公次
身長:150cm 体重:40kg 血液型：A型
一応高の用務員。通称「青春おじさん」。用務員20年のベテランだが、生徒にバカにされていると思い、一時は退職の決意を固めかけたが思いとどまった。年齢は奇面組が3年の時点で60歳。『ハイスクール!』の人気投票では20位。
陸奥 五郎（むつ ごろう）
声 - 北村弘一（47話）・島香裕（68・73話）※クレジットには沢木郁也と誤表記
昭和5年生まれ 身長165cm、体重55kg 血液型：A型
高校時代の春曲鈍の担任。生物科教師。ハゲ頭に丸眼鏡とおちょぼ口がトレードマークで表情の変化には乏しい。生物の知識もあるが、小動物の解剖学を好んだり、怪しげな薬を開発するなどマッドサイエンティストの一面を持ち、主に奇面組や事代がその餌食となる。標本や剥製を見ながら実験器具を食器代わりに昼食をとるなど珍妙な癖がある。担任クラスへの転入生だった不思木サイコの超能力暴走を鈍や奇面組たちと協力して抑えようとしたが、失敗に終わる。伊狩と石砂の結婚式では夫婦で登場し仲人役を務めた。安藤呂井人の産みの親である安藤博士とは学生時代からの研究仲間。
ワラトルマン編でもやっつけ隊の科学者として登場。一堂隊員と悪ノリして武器を改造するなどマッドサイエンティストぶりに拍車がかかる。新沢がもっともらしい設定を考え、陸奥に語らせようとしたがボツになったせいで妙に怒りっぽくなった回もあった。
『フラッシュ!』では一先高校から転任してきたことが語られている。アニメでは、第5話にて一先高校の面接官として外見が酷似した人物が登場したが、ほうれい線が強調されているなどデザインが異なる。第23話にも登場しているが、いずれも陸奥とは語られていない。
顔の造形は御女組の三段腹幾重からの流用。
日条 左半次（にちじょう さはんじ）
昭和34年生まれ 身長:180cm 体重:65kg 血液型：B型
高校時代の教師。アニメには登場せず。奇面組が3年生の2学期から赴任して3年10組の副担任となる全科目の免許を持つが、主に女子の体育を担当。事代のライバルとして登場し、正反対で颯爽とした美男教師。何でも器用にこなす反面、持続力がないのが弱点。実家は理髪店「バーバー日条」なのだが、評判は「（料金は）安いが（理容師の腕が）下手」とかなり悪く、零と唯が相次いでこの理髪店（正確には日条の両親）の犠牲にされた。実は日条自身も被害者で、初登場時で実はカツラであるということがバレた。軽薄で無責任かつ全く悪びれず、皮肉も通じないなど、教師に全く向いていないタイプの人間。その性格ゆえ、事代らがつけたあだ名は「人間ポカリスエット」。若人を巡って事代とライバルになるかと思われたが、非常識という点で彼女を遙かに上回るせいで、当の若人を常識人にさせてしまうくらいに呆れられている。女子生徒からの人気は高いが、常軌を逸した行動を続けて呆れられることも多い。
中山 仁太（なかやま じんた）
高校時代の物理科教師。伊狩の後任の女子バレー部監督。一見強気そうな外見だが、「サインは2」（あわよくば2位狙い）と宣言するなど弱気な性格であり、試合中も劣勢になるとすぐ諦めようとする。そのため、もっぱら部員に引っ張られている。
固岩 鉄子（かたいわ てつこ）
声 - 吉田理保子
一応中教師。霧の担任。真面目らしいがお堅い性格。家庭訪問の時は、霧は自身よりむしろ変態の父と兄によるイメージダウンを恐れ、強引に二人を部屋から閉め出そうとしたが、家庭訪問が延期となったために無駄骨に終わった。
橘 ハナ子（たちばな ハナこ）
身長:165cm 体重:55kg 血液型：O型
高校時代の数学科教師。奇面組が3年になってから赴任（初登場時24歳）。負けず嫌いな性格。怒るとすぐ「退学!」を宣告。オートバイが趣味で、おだてに乗ると教室に持ち込んでしまうなど、教師としてはいささか問題あり。愛車はカワサキ・GPX400R。オートバイの運転技術自体は悪くないが、着任の挨拶でテクニックを披露しようとして着地に失敗しやり直したり、通勤途中でエンストに陥ったこともある。そうした性格から奇面組に「変態ライダー」とあだ名された。ハナ子という名前（本人としてもコンプレックスであったために名前を紹介したがらなかった）を生徒たちにからかわれたりした。「教育よりビジネス」がモットー考え方の教師だが、負けず嫌いでおだてに乗りやすい分、他人の才覚を内心素直に認めたり、負けじと努力する点もある。
一応高校長
声 - 佐藤正治
『ハイスクール!』における一応高の校長。本名不明。頭頂部は禿げており、眼鏡という外見。常に震えていたり、難聴であるなどかなりボケている。

### 『3年』のみ登場
西南 会造（さいなん あうぞう）
声 - 喜多川拓郎
身長170cm / 体重50kg
中学時代の番組の担任。社会科教師。基本的には真面目だが、名前の通り災難に遭うことも割合多いので悲観的な性格でもある（アニメでは色音先生にからかわれて紹介する）。アニメでは博多弁でしゃべる。番組には手を焼いているが他の生徒同様にかわいがっている。番組にわざと反則を仕向けるなど、暗い一面も持つ。アパートは「根蓄荘（こんちくそう）」。
アニメでの高校編開始時、零が長年の習慣で間違えて一応中の1年10組に登校した際、霧の授業参観日に登場した。
本格連載前の応募作品である「3年奇面組参上！」に、奇面組に続いて冒頭に登場した。教師陣では最も古いキャラクター。
海武 ツヤ（かいぶ ツヤ）
声 - 青木和代
身長160cm / 体重80kg
中学時代の骨組の担任。家庭科教師。無愛想で無責任な性格で、何が起きても動じない（奇面組他、名物集団の不可解な行動にズッコケることはある）。常に煙管（キセル）をくわえている。骨組が実技教科をまともに受けようとしないと苦情を受けるが他人事のように平然としており、ある意味度胸が据わっている。アパートは「無愛荘（ぶあいそう）」。弓月光の作品に出ていたキャラクターがモデルであると新沢が説明している。アニメではキャラクターデザインが大幅に変更された。
名前の由来は「怪物や!」。
小蝶 先生（こちょう さきお）
声 - 緒方賢一
身長170cm / 体重80kg
一応中学校校長。奇面組を始めとする名物集団（+唯・千絵）の振る舞いがあまりにも悪質であるとして、担任たちに即席集団「怒組（どくみ）」を結成させ、彼らの人間性テストを命じた。結果次第では停学や退学処分も検討していたが、最終的に処分は見送られた。こちらも弓月光作のキャラクターがモデルで、アニメではキャラクターデザインが変更されており、舞台が高校に移ってからも、一応高校長のように数回登場している。
葉反 度礼美（はそらし どれみ）
中学時代の御女組の担任。音楽科教師。気弱な性格で、すぐ泣き出す。音楽用語を聞くとそのとおりになる乗せられやすい面もある。御女組には弄ばれている（音楽の授業を受けずに勝手に自習する）。骨組の被害者として初登場した時は名前がなかったが、最終的に被害者側の教師で唯一、彼女だけに名前がついている。問題児集団の担任では伊狩ら新生・一応高校へ転任した教師もいるが、『3年奇面組』のみの登場は彼女と西南、海武の3人だけである。また、アニメでは御女組は高校編から登場（担任も初登場から原作での高校の御女組の担任だった伊狩が担任）したため、彼女もアニメには登場しない。
目手物 雄三（めでもの ゆうぞう）
中学時代の取組の担任。生徒会顧問。手抜きを嫌い、眼光鋭く生徒を睨み付ける。しかし自身は人の見ていない所では平気でサボっている。当時の編集担当者である椛島良介がモデル。

### 『フラッシュ!』のみ登場
鶴利 輝友（つるり てるとも）
『フラッシュ!』における一応高の校長。元は前身にあたる一先高校の校長であり、車を避けたはずみに娘に買ってもらった眼鏡を落とし、それを奇面組に拾ってもらったため、一先高校の受験に遅れてきて面接も絶望的であった奇面組をその縁で合格させる。「ハゲたおっちゃん」と呼ばれるが、髪の毛は一本だけはえている。
若人理事長
『フラッシュ!』における一応高の理事長で若人蘭の父親。2巻から登場。彼の支援のおかげで一応高校が設立されたと鶴利が語っている。蘭に頼まれて体育の授業を担当させたりと権力もあり、親バカなところがあるが娘のことは心配している。
『ハイスクール!』では、存在のみ語られており、若人先生がスーツを買ってプレゼントする回がある。肩幅が事代と同じらしい。

## 中学時代からの「組」

### 色男組（いろおとこぐみ / 3組）
校内で一番女子にモテる集団。リーダーの切出翔を筆頭に5人からなる。

### 番組（ばんぐみ / 4組）
校内で番を張っている集団。リーダーの似蛭田妖を筆頭に5人からなる。

### 腕組（うでぐみ / 9組）
スポーツにかけて万能を誇る集団。リーダーの雲童塊を筆頭に5人からなる。

### 御女組（おめぐみ / 7組）
校内のスケ番グループ。リーダーの天野邪子を筆頭に5人からなる。

### 婦組（ふくみ / 2組）
メンバーは実在の芸能人のもじりでアナグラム式。美貌を武器に男子をからかって遊ぶのが好きだが、奇面組には歯が立たなかった。初登場は中学卒業の直後。高校ではメンバー揃ってバレーボール部に入部するが、戦力外扱いで試合に出たことはなかった（雲堂命の項も参照。アニメ版ではそのエピソードのみの登場）。後に後述の5人が半ば強引に加わる形で10人となった。
子役締 ひろ（こやくしまる ひろ）
声 - 安藤ありさ
昭和41年生まれ 身長:155cm 体重:40kg 血液型：O型
婦組のリーダー。彼女自身は薬師丸ひろ子のパロディである。真実一郎に対し、美貌を武器にからかった。零を毛嫌いしている。
吉和原 かしえ→吉和原 樫恵（よしわばら かしえ）
昭和41年生まれ
当初からのメンバー。柏原芳恵似。胸が大きく通称「中年殺し」。再登場までの間にモデルとなった柏原よしえが柏原芳恵に改名したことから、再登場時に「樫恵」に改名した。柏原本人がこのことを知って感激し、新沢に、お礼の品を送ったというエピソードがある。
松茂 問代（まつも といよ）
声 - 佐藤智恵
昭和42年生まれ
松本伊代似。かしえにツッコミを入れられているシーンが多い（ピンキーパンチ大逆転に倣ったもの）。
初登場時、しきりに自分はまだ16歳であることをアピールしていた。
小河井 菜緒（こかわい なお）
昭和41年生まれ
河合奈保子似。出瀬潔に対しナンパいたずらを仕掛けるが、逆に押し倒されそうになった。
斉藤 つか（さいとう つか）
昭和41年生まれ
伊藤つかさ似。他のメンバーよりもやや地味に描かれており、おどおどしている。一人ではなにもできない。

## クラスメイト

### 『3年』からの登場
真実 一郎（しんじつ いちろう）
声 - 島田敏
昭和41年生まれ 身長172cm。体重60kg 血液型：B型
奇面組のクラスメイト。自称「やれば何でもできてしまう恐ろしい体質」。人の話を全く聞かず常に自分中心で語り行動するタイプ。中学3年の時に、唯に交際を申し込むためだけに一応中学（アニメでは一応高校）に転校する。その関係でアニメでは唯の中学に通っており強引に交際を申し込んでいたという設定になっている。結局断ったと唯は述べているが、正確には持久走の時にいきなり告白されたので呆気に取られて何も言い返せなかったというのが真相。勉強は学年トップで優秀。「やる気が起きなければ何もできないが、起きれば何でも出来てしまう恐ろしい才能」と自称し、空手も六段の有段者で喧嘩の強い豪を容易く打ち倒している。しかし、剣道では「チャンバラ仲間で神童」と情けない根拠で二階胴に挑戦するが、ボロ負けして作者からも「神童が死んどう」とダジャレツッコミを入れられている。
唯の好きなタイプは変態だという結論にたどり着くが、奇面組に対抗して変態になろうとしたりクールに振舞ったりと振り回される。千絵によると「まともそうでまともじゃない」性格。唯にしつこくアプローチを続けるが叶わず、後に物月珠美と付き合うようになる。一時期は奇面組メンバーを凌駕するほどの立場だったが出番が激減していく。転校の事情により下宿生で、新聞配達のアルバイトをしている。住んでいるアパートは「よしか荘」。終盤、物月といい感じの仲になる。バカにしつつも奇面組メンバーとは腐れ縁的に仲の良い面がある。
なお、アニメでは第25話「唯ちゃん恋しや転校生」で一応高校に転校してきているが、第24話「大間仁おいしんぼ万才」ですでにクラスメイトとして出演している。
『フラッシュ!』では初登場時に他の女子生徒から「ストーカー（唯を追って転校してきたので）」呼ばわりまでされている。なお『フラッシュ!』ではフリークライミング同好会所属。また、髪型が若干変化している。バレンタインの日には女子からチョコをもらうなど女子人気もある。今でも唯に惚れており彼女に好かれる男になろうと奇面組を観察・研究しているうちに一緒に赤点を取った。また前作よりも唯に馴れ馴れしく近づこうとする姿勢が強くうかがえる。今作では特に二階胴との関係が大きく変わっている。一応高校への初登校日、電車の中で唯に声をかけてはしゃいでいる際に二階胴から注意を受け、始めは空手二段であることを告げて追い払おうとするが二階胴のほうが手強いと考え表面上は友好的になった、というもの。その後、彼とクラスメイトになって声を掛けるが無視されている。以後は対立関係が成り立ち、ドッジボールの試合では味方の二階胴にぶつけたり、彼がやられるとバカにしたりして周囲から顰蹙を買っていた。

### 『ハイスクール!』からの登場
物月 珠美（ものづき しゅみ）
声 - 大城まつみ
昭和41年生まれ 身長162cm 体重55kg 血液型：B型
高校で初登場。南斗中学出身。奇面組のクラスメイト。変わった物に興味を持つ。奇面組に興味を持ち、初めは一緒に野球部に見学に行くなど、色々と奇面組に関わっていた。しかし、中盤からは影が薄くなり、奇面組とも基本的には仲が良いが、時に呆れる表情も見せるようになる。また、無個性なものには全く興味なかったはずなのに、終盤では他の女子生徒たちと変わらずミーハーにもなってしまう。作者によると、唯の恋敵に仕立てる計画だったが唯が鈍すぎて失敗に終わったという。同じく目的を見失った真実一郎とつきあっている（時にケンカもする）。中学時代ソフトボール部の4番だった。『フラッシュ!』では弓道部所属。運動神経もいい。
アニメではすぐ高校が舞台になったので第6話から登場している。またアニメでは、奇面組の奇行に怒ったりツッコミを入れるシーンもあり、時にはそっけない態度も取ったり、潔が奇面組のリーダーに選ばれた際には女子の先頭に立って抗議した。
モデルはドラマ『コメットさん』に出演していた九重佑三子である。

二階胴 面一（にかいどう めんいち）
声 - 竹村拓
昭和41年生まれ 身長175cm 体重60kg 血液型：A型
高校で初登場。刺詰中学出身。奇面組のクラスメイト。剣道部所属。二回胴を打ち、面を一本打つ技を得意とする。1年にして副主将を務めるが、一旦感情が爆発すると表情が崩壊してしまうという弱点があり、これに深い悩みを抱えている。これは初恋の相手に「笑い顔が情けない」と指摘された苦い経験によるもので、それ以来、人前で顔を崩さないと誓っている（アニメでは物月珠美に知られ、校内にバラされてしまう）。彼もまた唯の隠れファンだった（水着姿の物月にも魅かれていた）が、のちに織田魔利と付き合うようになる。同じくクラスメイトの真実一郎に対しては入学当初からツッコミ役（時には叩きのめすことも）に回ることが多かった。真実ともども運動神経は良く、スポーツテストでは高記録を叩き出している。初期は真実同様に奇面組をバカにしていたが、終盤は普通にクラスメイトとして接するようになった。
校内異種格闘技戦にも剣道部代表として出場するが、塊に敗れる。
『フラッシュ!』ではよりクールな人柄として描かれ、また真実にからまれていた唯を助けるなど正義感の強い厳格な性格として描かれている。特に真実一郎との関係が大きく変わっており、無視したり、わざとボールをぶつけられたりなど半ば敵対する間柄となっている。
新沢によると「ネーミングとしては失敗。当初は無表情に結びつけた名にするつもりだったが、いいものが思いつかず、強引に剣道にこじつけた」とのこと。

織田 魔利（おだ まり）
声 - 雨宮一美
昭和41年生まれ 身長162cm 体重50kg 血液型：B型
高校で初登場。遅落中学出身。奇面組のクラスメイト。初期は高飛車だったが嫌味な性格というほどではない。「おだまりっ」が口癖。「歩くブランド志向」とも言われるほど、色々と高価な物を身につけている。しかし、家はむしろ貧しい方で、父親は家で寝たきりになっている。所持・着用しているブランド品は全て自分でアルバイトして買ったものであり、ある意味では努力家。アパートは「大宇荘（おおうそう）」。アニメ・原作共に二階胴といい雰囲気になり、後半は性格が丸くなって、初期に見られた千絵や奇面組などの他人を見下す言動もしなくなり、比較的友好な間柄ともなる。
ほぼ致命的な料理下手で、ケーキにワサビを入れるなどしている。二階胴からはそのワサビ入りケーキをとろろと勘違いされた上に、アニメでは食べたら口から火を噴いて悶絶したほどの威力。原作後半およびアニメでは物月との絡みが多く、登場する際はほぼセットで出てくる。
『フラッシュ!』ではよりお嬢様としての傾向が強く描かれ、ドッジボールの試合では男に混ざってプレイするのを恥じており、ボールは取らず他の男子に押しつけている。

安藤 呂井人（あんどう ろいど）
声 - 三ツ矢雄二
高校で初登場した、陸奥先生の旧友である安藤登呂夫（あんどう とろお）博士によって作られたロボット。しかし知力体力は人並み以下で、クラスメイトである奇面組の格好のおもちゃとも化している。安藤博士の実子だった呂井人は、3年前に交通事故死して、そのデータをロボットの体にインプットされている。原作では父が息子を死へ追いやった自動車に対する憎悪から巨大ロボエレファントで復讐を図ろうとするが、呂井人はそれを止めようとして体当たり攻撃をかける（アニメでは彼へのおもちゃとして作ったが、偶発的な事故で暴走を始める。呂井人は逃げ遅れたラッシーを救うために爆発覚悟で炎上する家に飛び込んだが、とっさの機転で土中に潜って何とか助かった）。背中のジェットエンジンにより飛行可能。高度な防水・防錆加工が施されているので水中にも入れるが、重すぎるのでジェットを使わないと泳げない。何回か登場して奇面組と行動を共にしている。
千飼 統作（せんがい とうさく）
高校で初登場。アニメには登場せず。奇面組のクラスメイト。漫画家志望で雑誌に投稿するがいつも選外。画力も技術力もあるが、独自のキャラクターを生み出せず、既存の模写から抜け出せれていない（一応事前に独自のキャラクターも考案はしたが、無個性で本人も気に入らず没にしていた）。のちに学生ながら模写能力を買われ、新鱈墓栄のアシスタントとなる。校内異種格闘技戦でも参加選手として全員集合的に最初の一コマだけ出ていた（ただし、彼だけ名前は呼ばれていない）が、その後は本戦で闘う描写も言及も全く無く姿を消す。しかし、それ以降もクラスメイトの一人として漫画が絡まない回でも登場している。
芸能界 博士（げいのうかい ひろし）
身長165cm 体重55kg 血液型：B型
高校で初登場。アニメには登場せず。奇面組のクラスメイト。ミーハーで最新の芸能界情報を集めることに命を賭けており、芸能人の生写真をクラスメイトにプレゼントしている。単に芸能界だけではなく美女を見る目には自信があると考えているなど、かなり自意識過剰な性格でもある反面、クラスメイトを顔の似た芸能人の名前で呼んでしまうなど、芸能以外には無関心で他人から顰蹙を買うことも多い。世間には昔の芸能人しか知らない唯のような存在もいることを知ってショックを受けた。
校内異種格闘技戦では「芸能通代表」と、まるで意味の無い立場で出場。芸能人の生写真攻撃により切出翔を破り（翔を応援するミーハーな女子生徒の乱入で翔は反則負けとなった）、芸能界についてほとんど興味の無いはずの零までをも追い詰める（唯一応援していたうしろゆびさされ組の写真を見せられたため）が、奇面フラッシュにより敗れる。千飼ほど多くはないが、漫画が絡まない回でもクラスメイトの一人として時折登場している。
渡野 朱血男（わたしの しゅちお）
奇面組のクラスメイト。毎年弁論大会で注目を浴びる生徒。鹿児島弁による弁論を得意とするが、本当は標準語。零の型破りな弁論を聞き、クラス代表を彼に座を譲る形になるが、零の発言はアドリブだったため、本番では何もしゃべることができず、渡野自身はいたく後悔していた。

## 一堂家の近隣

### 春曲鈍の家族
春曲 鈍（はるまげ どん）
声 - 古谷徹
1964年生まれ。身長170cm。体重58kg。血液型はO型。
零の小学校時代の同級生で、宿命のライバル。作中存在感が強く、登場すると零以外の奇面組のメンバーが動けなくなる（人見知りが激しく零など一部のキャラクター以外とはまともに絡めない）という欠点があるゲスト主役キャラクターである。一人称は「オリ」で、零からは「鈍ちゃん」と呼ばれる。特技は「変態しりとり合戦」。非常に鈍く、喋り方も呂律が回らない。クラスでも友達もほとんどいない。性格は普段はおとなしく淋しがり。ただしサッカーだけは人並み以上の腕前を持ち、サッカー部に入部。またテレパシー能力を持つ。学校に行く前に子猫を拾って連れてきたり、庭に迷いこんできたカブトガニと似た宇宙生物をカブト（本名はポチ）と名付けて可愛がるなど、動物には優しい。
両親は共働き。小学6年の時に引っ越すが、零が高校2年の時に1年後輩（4浪しており奇面組よりさらに成績が悪い）として零の隣家に引っ越してきた（アニメでは零たちと同学年で同じ10組）。クラスは10組（『フラッシュ!』では3浪で、8組）。彼も零に勝ったことがある。アニメでは零に愛想を尽かした奇面組の他のメンバーを引き抜き「鈍組」を作ろうとするも失敗に終わる。
『ハイスクール!』終盤の人気投票では第4位にランクインしている。
『フラッシュ!』では、テレパシー能力は無い代わりにタコに変身し、透明になれるという特殊能力を身に付けている。
春曲 土鈍子（はるまげ どどんこ）
声 - 杉山佳寿子
アニメでは息子と同じような髪形。さらに、息子同様呂律の回らない喋り方をする。
春曲 土鈍（はるまげ どどん）
声 - 大塚芳忠、二又一成（52話のみ）
メガネをかけて口ひげを生やしている。

### 音成久子の家族
音成 久子（おとなり ひさこ）
声 - 坂本千夏
昭和38年生まれ 身長165cm 体重50kg 血液型：B型
零の隣家に住む“掟破りの成人女子高生”。通称「チャコ」。一堂家とは常に家族ぐるみで対立しているが、どっちもどっちのせいで決着が着かない。趣味はおままごと。奇面組や鈍と同様に2頭身になったりする。元ネタは「ケンちゃんシリーズ」。家族同士の対立の中では、親同士の意地の張り合いが一番激しい反面、後に零と鈍とトリオで扱われることが多くなった。ふてぶてしい性格だが、学業面は奇面組や鈍よりはマシである。ただし、時折彼らを上回る非常識な言動・態度・行動・発想をすることもあり、根は天然だが母や弟よりもセコイ部分がある。
高校では3年になってからバレー部に推薦入部。キャプテンを務める。
音成 見栄子（おとなり みえこ）
声 - 中野聖子
久子の母。いわゆる「ざますメガネ」をかけており、こちらに非がある時は素直に詫びる面もあるが、総じて気位高い態度を取っている。しかし、根は庶民的。作中では夫（久子・健一の父）の存在については明らかになっていない。
音成 健一 （おとなり けんいち）
声 - 金丸淳一
メガネをかけており、素顔が母に似ている。常識人であるがずる賢くて陰険な部分もある。姉の久子の落ち着きのない行動には手を焼いている。
一堂霧とは同級生。町内駅伝大会では、霧と口げんかをしながらレースを展開していたが、塊の姉・命と渡竹（妹）に追い抜かれてしまう。

## 中学時代のみの「組」

### 骨組（ほねぐみ / 1組）
自称「恐怖のお勉強集団」。メンバーは全員がメガネを着用している。学校は勉強の場でしかないという理念を持ち、秒を惜しんで勉強に勤しんでいる（あくまで受験が目的なので音楽には興味がない）。『3年奇面組』序盤にて尾利高に進学し、その後登場しない。アニメでの制服の色は灰色。アニメでは無造のセリフによると高校入学後、解散したらしい。卒業式には5人の母親が着物姿で登場するコマがあるが、口紅をして着物を着て髪形を変えただけで同じ顔である。
劣等生の奇面組と反対に、優等生としてデザイン。骨組の名は青白いガリ勉人間から名付けた。
骨岸 無造（ほねきし むぞう）
声 - 亀山助清
昭和40年生まれ 身長175cm 体重45kg 血液型：A型
骨組のリーダー。40センチもある長い顔と変わった形の上唇が特徴的。「恐怖のお勉強集団」の通り、勉強以外には関心を持たない。実技科目中は勝手に主要5教科を勉強している。唯に一目惚れするが、最後まで相手にされなかった（暑中見舞いでは「僕のことは忘れてくれたまえ」と書いていた）。
『帰ってきた奇面組』では、母親の無乃（むの）と共に小学校進学に向け参考書を買いあさっている。アニメでは「参考書が似合う男」を自称し、順調に進級している。
尾利高進学後は作中に登場しなかったが、原作の最終回の全員集合のイラストの中に登場。
モデルは新沢の知人でさだまさしファンの予備校生。作中「海は死にますか？」と発言したことがある。
新沢によれば名前はダサっぽくつけたと語る。また新沢は「気に入っているキャラの一人」、「考えてみれば勉強している割には成績の悪い連中だったかもしれない、と今になって後悔してます」と語っている。アニメ版のキャスティングにも「アニメ版の声優さんがなんの違和感もなくそっくりでしたが、出番が少なくてちょっと残念でした」と語っている。
荒方 受（あらかた うかる）
声 - 不明
昭和40年生まれ 身長165cm 体重35kg
こけた頬と出っ歯が特徴。骨組のモットーでは「死ぬなら今だ落ちこぼれ諸君（アニメでは遊ぶなら〜）」とシビアなことを言っていた。
胸板 段（むないた だん）
声 - 西村智博
昭和40年生まれ 身長170cm 体重40kg
力こぶを出そうとすると、逆にへこむ特異体質の持ち主。彼のセリフから骨組が東京大学を目指していることも示唆されている。
早稲田 慶応（わせだ けいお）
声 - 金丸淳一
昭和40年生まれ 身長165cm 体重35kg
丸メガネが特徴。無造が職員室に呼び出されたときに「不良」と言ったり、バスケ大会中に抜け駆けして勉強している際に「メンバーでも情けは無用」と言い放つなど、厳しい観点の持ち主。骨組のモットーでは同様の厳しい観点を告げる際に思わず駄洒落を言っており、影で下手なシャレと言われた。彼と荒方は第1回人気投票にて最下位であり、「半死半賞」と付けられていた。
来津 輝（くるつ てる）
声 - 西村智博
昭和40年生まれ 身長170cm 体重40kg
アニメ版での名前は河津輝（かわつ てる）。一見すると他のメンバーたちと一緒に勉強をしているようだが、実際には彼は踊っているだけである。相手構わずキスをしたがる。新沢によると「変化をつけるため、メンバーの足を引っ張る男を入れた」とのこと。ただし、彼も最終的には他のメンバーたちと同じく尾利高に合格している。第1回人気投票では無造を上回る票を得た。

### 取組（とりくみ / 5組）
生徒会集団。原作『3年奇面組』のみの登場。唯一の男女混合組。応生高（のちの一応高）に進学したとされているが、『ハイスクール!奇面組』では登場しない（アニメ版では中学時でも登場しない）。
なお、「キャラレル・ワールド」の回におけるパラレルワールドでは不良集団で、洋子以外のメンバー全員はサングラスを着用している。
立前 正義（たてまえ せいぎ）
取組リーダーで一応中生徒会長。
全校生徒のために日夜努力を惜しまないと「建前」を装っているが、本当は内申書がよくなるという理由で生徒会長を務めている。奇面組など、各名物組を馬鹿にしている。幼馴染みの洋子とは恋仲で、彼女のことを「ヒッコ」と呼んでいる。
小池一夫『青春動物園ズウ』の登場人物・立髪正義のパロディ。
白毛鳥 洋子（しらけどり ひろこ）
生徒会副会長。正義とは幼馴染みで恋仲で、彼を「ちちにいちゃん」（パラレルワールドでは「ちちあにぃ」）と呼ぶ。得意技は「秘技・貧血」。都合が悪くなると発動する。
小池一夫『青春動物園ズウ』の登場人物・白鳥洋子のパロディ。
曽田 予科郎（そだ よかろう）
書紀。正義の過去を知っている。
気品 薫（きしな かおる）
会計。メンバーの中では一番常識人。正義と洋子のいちゃつきに突っ込みを入れていたり、零の奇行にパニック状態になった他のメンバーを尻目に終始冷静だった。
文武 両道（ぶんぶ ふたみち）
会計。どこか奇行癖のある男。口をあんぐり開けていることが多い。

### ルッ組（ルックミー / 6組）
文化祭で活躍するバンド集団。一先高→一応高に進学するが、高校編では登場しない。
沢木 捲郎（さわき まくろう）
ルッ組のリーダー。ボーカル兼リードギター担当。メンバー全員、和風にアレンジした衣装を着ている。中学生でありながら、バンドの演奏は本格的。
技田 理守人（ぎた りすと）
ベース担当。冷静沈着な性格。
林 建（はやし たてる）
ハーモニカ担当。楽器ができないのになぜメンバーなのか、他のメンバーも分からないという。
指崎 清夫（ゆびさき きよお）
キーボード担当。
利図夢 刻（りずむ きざむ）
ドラム担当。

### 多組（たくみ / 10組）
アニメ未登場。人と同じように振る舞い、巧みに世渡りをしようとする。奇面組と正反対で、名物集団を問題集団と見て嫌う。中学で奇面組とクラスメイトだが全く目立たなかった。しかし、単に目立たない一生徒ではなく常に5人組でいてリーダーも作るなど、人と同じように振る舞う主義の中にも他の集団と同じような問題行動がある。高校受験で一先高に合格したが、奇面組・色男組・腕組・番組・御女組とこれ以上一緒にいたくないとの理由で合格を辞退し、滑り止めに受けていた高校に進んだ。これによって定員割れとなったため、本来不合格で留年確定だった奇面組は繰り上がりによる補欠合格を果たす（奇面組以外、誰もいなくなった夕方に、高校関係者が「おまけ」として奇面組5人の名が書かれた紙を合格者一覧の端に貼り付けた）。『フラッシュ!奇面組』では設定変更により登場しない。
高望見 千（たかのぞみ せん）
多組のリーダー。
大志田古都 中郎（たいしたこと なかろう）
武南 普通男（ぶなん ふつお）
人山市 沿（ひとやまいち えん）
織増田 懐（おりました かい）

## その他の中学時代の人物
ひまわり・ちゅーりっぷ兄弟
声 - 佐藤正治、戸谷公次
ひまわり: 身長:210cm 体重:200kg 血液型：A型
ちゅーりっぷ: 身長:200cm 体重:210kg 血液型：O型
兄がひまわり、弟がちゅーりっぷ。互いに「兄弟」「アニキ」と呼び合っている。人間離れした風貌と巨体を持つ。「ほか」「んだ」と独特のイントネーションでしゃべり、傍若無人なヤクザだが間抜けな面もあって、どこか憎めないマスコット的存在。稀に真面目に行動しようともするが件の独特のイントネーションのせいでまともに会話が進まない。見かけ通り腕っぷしは非常に強く、片手で人間を軽々と投げ飛ばし、二人がかりならブルドーザーを素手でかついで運んでしまうほど。『3年』〜『ハイスクール!』を通じて時折登場する。『3年』では似蛭田妖も一蹴したが、『ハイスクール!』では逆に倒される。
普段は道路工事や屋台の店主などで生計を立てているらしい（屋台はインチキだが道路工事は比較的真面目に働いている）。愛車はランボルギーニ（『フラッシュ!』で描かれている）。
この二人が主人公の読み切り作品においては、プロレスの試合観戦中のアクシデントに巻き込まれたことに憤慨して、試合に乱入し本職のレスラーをなぎ倒したこともある。
『フラッシュ!』ではトイレを借りに一応高校に入ったところ、葉巻のポイ捨てを物月に注意されたのを切っ掛けに庇いに入った真実＆二階胴とやり合うこととなった。いずれも全く寄せ付けず一蹴するが、その後に駆けつけた御女組に倒された。どちらも素手では勝てないくらい困難な強さとして描写されており、これは御女組も認めていた。
樫桐 安香（かしきり やすか）
声 - 深見梨加
中学（アニメ版では高校）の修学旅行で「一方交通」のバスガイドとして奈良市内を案内。中卒で零と同い年。バスガイドなのにバス酔いしてしまい、零に介抱されながら吐いた。ガイド業務自体は一所懸命で生徒とも打ち解け好評であった。別れる際には涙ぐんでいた。
脇見 荒則（わきみ あらのり）
声 - 塩屋浩三
「一方交通」貸し切りバス運転士。運転中に自己紹介しようとしたり、運転席から離れてカラオケに加わろうとしてあわや交通事故を起こしかけるなど、運転士しては運行中の動作に致命的な問題あるが、運転技術自体はプロとして優れている。
議題 進（ぎだい すすむ）・成雪（なり ゆき）
一応中生徒会の議長と副議長。二人とも『宇宙戦艦ヤマト』のファンで、主題歌をBGMにしないと生徒会室に入場できない。生徒会長の立前正義には軽視されている。また、二人とも取組のメンバーではない。議事進行は成り行き任せで取組同様にかなり無責任。
平山 雪男（ひらやま ゆきお）
声 - 内海賢二
3年時のスキー合宿の話（アニメでは高校の時）で登場。伊狩先生の伯父。「あっちこっちロッジ」経営者。伊狩先生に頼まれ、一応中3年生有志のスキー合宿に、格安で宿を提供。ただし設備はさほどよくない。伊狩に 「ヒマラヤの雪男」と間違えられるように、雪男のような巨体の持ち主だが、さばけた人柄で悪戯心も持つ。長女に雪（ゆき）、長男にタケ（声：頓宮恭子）、次女にミチがいる。長女は、雪女のイメージそのもの。
新沢 基栄（しんざわ もとえい）
作者自身だが、特に連載初期は作品中にしばしば姿を見せる。登場人物としてストーリーにかかわることはほとんど無いが、最後の連載延長時は、作中では零の打球によるタイムマシンの故障で、延長を余儀なくされるということになっていた。派生として女子生徒の姿をした「作者子（さくしゃこ）ちゃん」がいる。
アニメでは一度だけ、一堂零が水泳大会で「水上ワープ」を使った時の解説役として登場したことがある（声：大塚芳忠）。この部分の役回り自体は原作と同じだが、単に「作者」としか表示されず、また容姿が全く異なっていた。
自己パロディとして「新鱈 墓栄」も登場する（#その他の登場人物参照）。

## 高校時代の「組」

### 肥組（こえくみ）
善院 秀吾（ぜんいん しゅうご）
声 - 広中雅志
リーダー。清列の孫で、零のいとこ。顔立ちは零に似ている（大きな相違点は丸坊主であることと、顎が丸いこと）。性格は比較的まともであるが、原作では自分の住む村の過疎ぶりを逆手に取って零たちをからかったりもする。なお、組名は奇面組が勝手に命名したもの。
他のメンバー（アニメ未登場）
豊作（ほうさく）、稲作（いなさく）、畑作（はたさく）、二毛作（にもうさく）

### 高校時代から婦組加入のメンバー
雪中路 まみ（ゆきなかじ まみ）
中島みゆき似。
ひろから「一定角度以外自信無し女」と呼ばれる。本人は「角度美人」と自称。作者が資料用の写真の入手に苦労していた模様。
モデルとなった中島みゆき本人が、雑誌掲載後にこのことを知って感激し、当時パーソナリティを務めていたラジオ（中島みゆきのオールナイトニッポン）で楽しそうに話していたというエピソードがある。売れっ子アイドルの一員として描かれていたことに大変ご満悦だった模様。
知田 原代（ともだ はらよ）
原田知世似。
菜中森 明（ななかもり あき）
中森明菜似。
堀地 えみ（ほりち えみ）
堀ちえみ似。
小今日 泉子（こきょう いずみこ）
小泉今日子似。

### 憎組（にくみ） / 寒風大学空手部
リーダーの怒裸権榎道が空手部顧問の豊年満作に復讐するために結成した集団。空手部顧問の豊年は、体験入部の奇面組らとともに対抗した。劇場アニメ版（のちにテレビ第84話としても放映）では「憎組」ではなく「寒風（かんふう）大学空手部」という設定になり、メンバーも怒裸権と爺面を除いた3人構成に変更された。目的も「先輩である石砂先生に頼まれて一応高の空手部と練習試合をするアルバイト」に変わり、その際に唯と千絵が囚われ役となった。
怒裸権 榎道（どらごん えのみち）
身長170cm。体重60kg 血液型：B型
原作版リーダー（アニメ版では登場せず）。
高校で初登場。ブルース・リー（李小龍）に似た拳法家。山に篭り三年修業した経歴をもつ。父はライバルだった豊年満作に敗れ、代理として復讐戦の挑戦状を叩きつける。父親譲り（豊年談）の頭に血が上りやすく、思い込みが激しいうえに冗談の通じない男。武器はヌンチャク、必殺技は「五十歩百歩神拳」。和解後は空手部に入部。
校内異種格闘技戦ではボディビル同好会代表を難なく破り、プロレス同好会代表の長洲力（後述）を劣勢の状態から「跳弾五十歩百歩真拳」で逆転勝ちを収める。準決勝で妖や塊を難なく破った世界市強（後述）を相手に敗れるも、捨て身の攻撃で彼の弱点を暴くことに成功し、決勝での零の勝利に貢献した。『ハイスクール!奇面組』終盤の人気投票では18位にランク入りしている。
若気市 猿（じゃきいち えん）
声 - 古川登志夫
アニメでは寒風大学空手部部長。
名の由来である「ジャッキー・チェン（成龍）」似。「酔拳」および「笑拳」を得意技とする。酔拳のために酒を持ち込んだことが仇となり、奇面組により酒に唐辛子を入れられる。原作では豪の「泥酔無感情拳」により敗れるのに対し、アニメでは奇面組の「奇面フラッシュ」により敗れる。
少 林司（しょう りんじ）
声 - 堀秀行
アニメでは中林司（ちゅう りんじ）。華麗なる武闘士。「少林寺拳法」の使い手。5種類の動物（龍、蛇、虎、鶴、豹）の動きを真似た「五獣拳」を得意とする。虫が弱点で、五獣拳に対抗して虫に変身した奇面組の「五虫拳」（クモ・ムカデ・ゴキブリ・ダニ・ノミ）により敗れる。
龍野 忍志也（りゅうの にんじや）
声 - 速水奨
燃えるアクションファイター。忍術戦法を得意とする。原作では北殿軒戻樹を戦闘不能（実際には倒されたことを口実にしての敵前逃亡）へと追い込む。「分身拳」（1人→2人→3人→4人→5人）で奇面組を苦しめるが、「単細胞」である奇面組側の「細胞分裂の術」（1人→2人→4人→8人→16人……）により敗れる。
爺面 七重吾（じいめん ななじゅうご）
アニメでは登場せず。武器の使い手で、同じ武器同士（トンファー、三節棍、サイ、棒、表札）の対戦で奇面組を圧倒し仁と潔を破るが、零・豪・大による「人間三節棍」により敗れる。

### 仕組（しくみ）
一応高応援団。「仕組み」（秩序）を守ることに熱心で、学校では風紀委員団として服装・所持品検査を率先して行い、守れない者には自慢の大声で喝を入れる。その反面、自分たちの振る舞いに対しては甘い。
冠無 了（かんむ りょう）
声 - 大竹宏
リーダー。威厳があり、誠実な性格に見えるが自分に甘い。奇面組の持ち物を見て、自分たちが欲しくなり没収した（アニメ版では取り返そうとした奇面組に袋叩きにされ、以後3年10組に現れなくなったと語られる）。
校内異種格闘技戦では得意の大声で戦うが、吹奏楽部代表の吐乱併人との大音響合戦にてダブルノックアウトとなる。
男羽 度京（おとこは どきょう）
声 - 岡和男
ひげを生やしているが、豪を注意していた。豪の持っていた幻の銘酒「男盛り」に反応していた。
和賀 良友（わが よきとも）
声 - 塩屋浩三
長髪だが、大を注意していた。先行してドアを開けなくてはならないため「下っ端は疲れる」と不満を持っている。大のリカちゃん人形に興味を示していた。
土昆 丈（どこん じょう）
声 - 幹本雄之
制服のボタンがちぎれているが、潔を注意していた。双眼鏡を欲しがっている。
階 段二（かい だんじ）
声 - 堀之紀
和賀と共にドアの開閉を担当。服がダブついているが、仁を注意していた。零の持っていた怪獣のビニール人形に興味を示していた。

### 悪田組（わるだくみ）
一応高校の征服を目論む集団。10年前、応生高（後の一応高）の番長だった事代作吾に敗れ、その後金野成樹（かねの なるき）の出資で学校の地下に秘密基地を作り、そこに籠もって弱そうな番長の出現を待ち続けた。メンバーは白い学ランを着用している。失態・失言を犯したメンバーには「体罰」が加えられるのが掟で、それはリーダーに対しても例外なく課せられている。現代の番長である似蛭田妖率いる番組に挑むも、番組の策略によりメンバーが自らの仕掛けた罠で自滅し、リーダーの富国も妖との一対一の闘いで敗れ、再び地下室に籠る。10年間も地下に潜伏していたため、堅作と中須藤に「悔しかったら自分の年を言ってみろ」とからかわれ、怒っていた。仕掛けた罠も古めかしく、当時の旧紙幣を所持している。
富国 狂兵（ふこく きょうへい）
リーダー。メンバーにはリーダーではなく「将軍」と呼ばせている。自分を批判したメンバーに体罰を加えるが、物忘れが激しく、逆に彼自身がメンバーから体罰を加えられることもある。似蛭田妖が骨折したのを好機と見て、一方的に戦いを仕掛けるが、あっさり一蹴された。日本刀を所持し、居合い抜きを得意とする。
石木 猛郎（いしき もうろう）
丸刈りに鉢巻、眼鏡をかけた男。偵察兼食料調達が役割。
金野 成樹（かねの なるき）
メンバーでは一番常識人。秘密基地から生活費まで工面している出資家。
鉄乃 心臓（てつの しんぞう）
力自慢。よく富国に暴言を吐いてはお仕置きされる。
宇土野 大北（うどの たいぼく）
額に仏滅と書かれたスキンヘッドの男。岩をも砕く頭突きを得意とする。メンバーでは一番知的。

## 一応高校クラブ活動関係者
雲童命や『フラッシュ!奇面組』で初登場の大河渦など例外はあるが、一応高校の運動部はどれも弱小で、部長（キャプテン）の能力も最低レベルであることが多い。そのため、体験入部した奇面組が予想外に頼りにされることもしばしばである。

### 野球部
高校で初登場（アニメでは中学）。部員が5人しかおらず、他の運動部からは「生意気に半年振りに練習している」「今年こそつぶれると期待していたのに」と囁かれるなど廃部の危機となったために新入生勧誘を行う。部員の進言で、体験入部した奇面組や唯・千絵・珠美と、掛け持ち入部した腕組で試合させ、学校の注目を得ようとする。キャプテンおよび部員全員野球の実力はなく、内野フライすら捕球できない。また普段「ダイヤモンドベースを回る」「ホームランを打った時女の子に手を振る」など不毛な練習を行っている。試合後では男女含め、入部希望者が殺到している。胸に「I（キャプテン以外の部員と腕組が着用）」「ICHIO（キャプテンと奇面組たちが着用）」のロゴの入った試合用の2種類のユニフォーム、チアガール用のユニフォームがある。サッカー部と野球部は奇面組らが体験入部した時のみの登場で、専属の顧問（監督・部長）は登場しない。
寒然寺 藍（かんぜんじ あい）
声 - 大塚芳忠
キャプテン。試合では奇面組側に入れられ、野球の知識がない奇面組に振り回される。自称鉄砲肩だが、実力は無い。「藍ちゃん」と呼ばれると怒る。5人の中で唯一長髪で、試合中にそれを「秘技」として披露して振り逃げでいき、サヨナラのお膳立てをする。
疲労家 達郎（ひろうか たつろう）
声 - 平野正人
部員。メガネをかけており、理知的な外見である反面、内野フライが取れない言い訳にわざとメガネを落としたり、塊に突然火をつけるなど奇妙な行動が多い。アニメでは卒業式の時にて藍とともに愚痴を言っていた。
玉 貞治（たま さだはる）
声 - なし
部員。
長面 茂雄（ながつら しげお）
声 - 金丸淳一
部員。その名前の通り長い顔をしている。
『フラッシュ!』では奇面組とゴルフ部の試合中、ゴルフ部の大河のボールが近くに落下、零の打ったボールが顔面に直撃し、さらには豪が自分たちのボールと間違えて打って跳ねたボールが股間を強打する災難に見舞われた。
香州 伸行（かす のぶゆき）
声 - 堀川亮
部員。普段はキャッチャーを務めているが、ピッチャーに選抜された塊の球を受けきれず、腕組の筋力と交代する。藍のことは藍ちゃんと呼ぶ。4番打者なのに、打席の描写はなく、いつの間にか三振に倒れて次打者の塊に打席が回っている。

### 演劇部
本作には2度登場し、大河と芝池、草石のエピソードはそれぞれ別のものとなっている。3人は卒業式の際に初めて揃って登場し、その時に「元演劇部御三家」と名乗っている。
大河 怒裸馬（たいが どらま）
声 - 田中秀幸
部長。高校1年時に初登場。副部長の芝池美代（しばいけ みよ）ともども、演技力はあるが、前時代的でシリアスに過ぎるため、ラブコメ劇には不向きと出演させてもらえなかった。模範演技を見せようとするが、やる気が空回り。額に三日月型の傷がある。
卒業式では、草石脚本、芝池と共演の寸劇で奇面組に自分たちの卒業記念サインをもらって欲しいと暗にアピールしたが、無駄に終わった。
アニメではラブコメ劇のオーディションに登場し、唯とのラブシーンを演じるが告白を受けるシーンで彼女のサインをねだったため失敗に終わった。
芝池 美代（しばいけ みよ）
副部長。大河の相手役。大河同様に演技力はあるが「前時代的」。
アニメでは、ヒロインが唯に固定されていたために出番がなかった。
草石 成夫 （くさいし なりお）
声 - 井上和彦
高校2年時（アニメでは高校3年時）に初登場。自信過剰だが、その脚本力は稚拙。
「新入生歓迎会」の舞台として『ロミオとジュリエット』の演出家となるが、時代劇キャラクターに扮した奇面組の無軌道ぶりに誘われるように自身も暴走行為に走り、セットが崩壊、そのために演出家の地位を追われた。そのリベンジのために、独自企画の寸劇『ももきん全力投球!かぐやの赤ずきんはこぶとりシンデレラ』を行ない、自身も正義の味方「カントクマン」としてスーパーマン姿で参加するが、登場の際に赤パンツをはき忘れるほか、またもや奇面組の暴走により舞台は収拾がつかない状況になり、結局は演劇部を追放された。

### 剣道部
精神 統一（せいしん とういち）
声 - 田中亮一
主将。入部早々の二階胴面一を、自分より強いと副主将にしている。実際、初登場時には二階胴に叩きのめされている（彼の名にちなんで2回胴、面1本）。また、剣道部員に似合わず率直な発言が苦手。最初は名前が無く、卒業式のエピソードで命名された。

### 女子バレーボール部
雲童 命（うんどう めい）
声 - 山田栄子
昭和40年生まれ 身長：165cm 体重：55kg 血液型：O型
河川唯や宇留千絵が入部した年のキャプテン。雲童塊の双子の姉だが、塊は中学時代に落第しているため、命が1学年上である。愚名院南（おろないんなん）高校の札仁巣牌子（さつじん すぱいこ）をライバル視しているが、部の実力は格段に劣る。熱血で何かと自分に酔いやすい性格。愚名院南高との試合を前に、仁が差し入れたケーキ（製造から10日ほど経過）が原因でほとんどのレギュラー部員が食あたりで棄権（命、唯、千絵を含めた女子6人はかろうじて被害を免れた）せざるを得なくなったため、代償として奇面組を女装させた上で助っ人に起用した。
音成久子にキャプテンの座を譲って引退・卒業した後は、実業団「勝木武蔵（かちきむさし）」所属選手となった。その後も、雲童家や一応高バレー部に関連するエピソードでたびたび登場している。

### ボクシング部
一猛打 迅（いちもうだ じん）
声 - 井上和彦
キャプテン。番組の米利堅作が闇討ちに遭った事件でボクシング部員の犯行が疑われることとなるが、ボクシング部に乗り込んできた番組に対し一猛打は新聞部のデマと反論。そこで番組リーダーの似蛭田妖が試合なら文句あるまいと部員全員のスパーリングを持ちかけ、一猛打も俄然やる気になったものの、あっさり倒された。女好き。
芦田 野路男（あしだ のじお）
声 - 中尾隆聖
部員。スパーリングでは優秀だが、気弱なため実戦はまるで駄目だった。しかし、幼い頃ハゲ頭の父親に虐待を受けていたため（アニメでは余りの弱さに見かねた母親（声：片岡富枝）が月に願掛けしたため）、丸い物を見ると凶暴化し、髪型も変化して『あしたのジョー』の矢吹丈そっくりになる。米利堅作を闇討ちした犯人であり、凶暴化すると正攻法でも番組メンバーを一撃で倒すほどの力を持つが、奇面組の変則攻撃に惑わされ、妖の一撃や奇面組たちの「カウンター（レジ）」攻撃を喰らうなどして正気に戻る。その後、試合の度に奇面組が対戦相手を「闇刈り」して丸坊主にすることで、野路男は実力を発揮した。
校内異種格闘技戦にも出場し、リング脇にいたハゲ頭の陸奥五郎のおかげで序盤は長洲力を圧倒する。だが急用を思い出して陸奥がその場を立ち去った途端に元の気弱な性格に戻ってしまい、ラリアットで逆転された。

### サッカー部
サッカー部は一応高でも弱さに定評があり、部員より下手な人間を捜す方が難しいとまで酷評されている。強豪校の入分（いれぶん）高校と練習試合をすることになり、遊びに来ていた奇面組と春曲鈍を頼ることになる。
『フラッシュ!奇面組』でのサッカー部は奇面組を問題集団としか見ておらず、出入り禁止にしている。部員勧誘のシーンには、練習試合にも登場しない七転とは別人の生徒が一コマだけ登場している。七転は、奇面組を出入り禁止にする場面で顔を見せている。
七転 八百樹（ななころび やおき）
声 - 橋本晃一
キャプテン。ボールを見るとハンドリングをしてしまう、サッカー選手としては致命的な癖の持ち主だが、白く光る歯だけは立派。

### 柔道部
部員は当初は5人であり、主将の質寄曰く「柔道の申し子のようなツブぞろい」だが、部員全員貧相な顔立ち（質寄以外は体格も）をしている。全員基本的な技は習得しているが、無抵抗の素人でないと掛けられないという弱さで、練習試合前に音小野高校柔道部の部員たちに奇襲され、奇面組が練習試合に出場することになる。その後、音小野高校柔道部を見学に行き奇面組にそれぞれの情報を提供する。アニメでは弱点まで探ったために、さらに負傷しほぼ全身包帯を巻いた姿にまでなる。
質寄 量（しつより りょう）
声 - 郷里大輔
主将。いがぐり頭の巨体で、頬に渦巻き模様がある。鹿児島弁で話す。重量級で腕力もあるが、柔道の実力は伴っていない。卒業式の際に剣道部の精神と共に卒業記念サインをもらって欲しいと暗にアピールするが、「君では説得力がない」と言われ出番をとられている。
出加下 山志太（でかした やました）
質寄たち5人以外の部員で、音小野高校との練習試合の後に入部し、質寄が卒業した翌年には校内の異種格闘技大会に代表として出場。相撲部の刺川小西樹と戦うが、自身の総重量同士での激突によりリングが壊れて両者失格となる。

### 空手部
北殿軒 戻樹（ほくとのけん もどき）
身長185cm 体重85kg 血液型：O型
主将。奇面組は3年になってから空手部に体験入部。『北斗の拳』の主人公・ケンシロウのパロディキャラクターで、原作者（作画担当）の原哲夫承認済。自分が不利になると「私は既に死んでいる」と言って死んだふりをする。性格はケンシロウと正反対で、一応空手の基本的な技は使えるが、格好だけつけたがるため実戦で役に立たない。自称「北殿珍拳（ほくとちんけん）」の使い手。事前の予想以上に好評だったが、結局は「そろそろ出すのはやめてくれ」と言われ、その後再登場は顔見せ程度になった。
なおアニメ（劇場版として上映）では、著作権の関係から役回りが事代に差し替えられ、教師でありながら部長という設定になっている。もっとも、新沢も原作内で「油断するとどんどん事代作吾になる」とコマの外でぼやくほど似ていた。事代も「私は既に死んでいる」と言って死んだふりをしていた。
ほぼゲストキャラクターの立ち位置だが人気は高く、『ハイスクール!奇面組』終盤の人気投票では9位にランク入りしていた。
北斗の拳に登場するレイは北殿軒の登場時期と近いため、バーターとして登場したのではないか（「一堂零モデル説」）という説があるが、レイの登場が3週早く、かつ原作者（脚本担当）の武論尊はこの説を否定している。

### プロレス同好会
別名、長州力と異珍軍（ながす ちから と いちんぐん）。一応全員筋力トレーニングはしており筋肉質ではあるが、筋トレ以外は自分と似たプロレスラーに見立ててプロレスごっこをしているだけで、レスリングの実力は会長以外見かけ倒し。いつもリングネームで呼び合っているため、本名を忘れてしまった。真面損（まじそん）高校プロレス同好会と試合することになっていたが、練習中に突如現れた覆面集団による不意打ちに遭い全滅。遊びに来ていた奇面組が試合を肩代わりすることになった。
長州 力（ながす ちから）
会長。その実力は同好会メンバーで唯一かなりのもので、豪と互角の勝負を演じたり（後に意気投合）、後の校内異種格闘技戦にて対戦した怒裸権榎道を苦戦させたほどであった。『ハイスクール』終盤の人気投票でも13位ながら主要キャラクターを上回る人気を得ていた。
アンドレ
部員。トップロープをぎりぎり跨ぐほどの巨漢。
タイガー（新版ではパンサー）
部員。黒いトラの覆面を被る。コーナーポストに立てるが、足がおぼつかない。
ハンセン
部員。ウエスタン・ラリアットは未完成。
テリー
部員。筋肉が発達している割に体が弱い。得意技は毒霧。なおメンバーは長州以外全員毒霧を出せる。
古田 恥一郎（ふるた ちいちろう）
会員兼実況アナウンス担当。他の会員と違い、アナウンスマニア。プロレスの実況はもちろん、校内行事のアナウンスでも活躍。彼の実況はかなり凝っている。『週刊少年ジャンプ』連載当初は裸眼として描かれていたが、後に「本家」である古舘伊知郎がテレビ出演の際に眼鏡をかけるようになったのに合わせて、コミックス化の際に眼鏡のフレームが加筆されている。
山本 小奴（やまもと こやつ）
顧問兼レフェリー。奇面組と真面損高校プロレス部との対戦試合のレフェリーを務める。一見物腰柔らかい風貌だが、暴走気味の選手たちを力ずくで諌めたりもする。

### 卓球部
卓 球魔（たく きゅうま）
声 - 大滝進矢
元主将。初登場時はすでに部を引退。サーブを打たせたら右に出るものはないと言われ、数々の魔球サーブを操る。しかし、サーブ以外の技術は素人以下で、サーブ権がないと全く話にならない。
校内異種格闘技戦にも出場し、水泳部代表の速水泳と対戦するが、お互いに戦いの接点がまるでなかったため引き分けに終わり、両者失格となった。

### 陸上部
亜切須 美衣奈（あきれす みいな）
走り高跳び選手。腕組の亜切須健の姉で、雲童塊の姉・命とは同級生。アニメには卒業式の1カットのみ登場。正面飛びにこだわるが、新記録達成を果たそうとした瞬間に不運なアクシデントでまたも失敗に終わる。

### 水泳部
一応高では珍しく、荒削りながら水泳界のホープとして注目されている実力派の集団。放課後プールを自由時間にもかかわらず自分たちだけで使おうとしたため、メドレーで奇面組（仁・潔は解説者役のため不参加）と呂井人とプール立ち退きと丸坊主をかけて勝負することになるが、実はメンバー全員水の抵抗を減らすために剃っていた。
速水 泳（はやみ えい）
主将。30ビートにも及ぶクロールを得意とする。性格はかなり高圧的。メドレーではアンカーとして呂井人に大きく差をつけるが、ジェットエンジンで泳ぎ、壁に激突して飛んできた呂井人が先に着いたため敗北する。
校内異種格闘技戦にも出場し、卓球部代表の卓球魔と対戦する。だが、お互いに戦いの接点がまるでなかったために引き分けとなる。
青向 あゆ子（あおむけ あゆこ）
女性部員。メドレーでは第一泳者に選抜。背泳が得意であり、ターンと共に5mも飛ぶ得意技「背面とび魚ターン」を持つが、その練習しかしていなかったため、大に抜かれてしまう。
場多不 来 （ばたふ らい）
部員。目が離れた顔と、体毛が特徴。メドレーでは第二泳者に選抜。異常に腰が強い体質を活かし、名の通りバタフライを得意とする。豪を追い抜くものの、豪がわざと跳ね上げたロープに絡まってしまう。メドレー開始前、ロボットの安藤が泳者にいることに文句を言っていた。
平泳木 無礼須人 （ひらおよぎ ぶれすと）
部員。常にゴーグルをしており素顔は不明。巨大な手の甲（「まるで宇宙人」と形容）を活かして、平泳ぎを得意とする。メドレーでは第三泳者に選抜。

### 写真部
部員が3人しかいないため、「校内フォーカス」の発行を始め、校内の注目を集めようとする。しかし技術は確かながら合成写真による事件の捏造が多い。奇面組も被害に遭い抗議するが、今度は奇面組に暴行を受けたかのように写真を改竄して記事にし、奇面組を本当に怒らせてしまう。
好 気真（こう きしん）
部長。奇面組の1学年後輩。
抜須 みどり （ぬす みどり）
女子部員。盗み撮りが得意。
昼夢 現造 （ひるむ げんぞう）
部員。眼鏡をかけている外見が特徴だが、目立った活躍はなかった。

### ゴルフ部
「フラッシュ!奇面組」で初登場。部員不足のため廃部の危機に立たされている。仮入部のつもりで部室に入った奇面組がドライバーを振り回して部室を荒らし、大河のドライバーを折ったため、ゴルフ部入部と弁償をかけて奇面組と校内ゴルフ勝負を行う。1ホールで潔・仁・大VS戸橋・乙瀬・羅国、最終ホールで零・豪vs大河・阿部がプレイするが、最終ホールでのプレイが翌朝まで長引き、決着がつかずに終わった。部員全員、実力を過信しており奇面組とのプレイ中ミスをする場面が多い。
大河 渦（たいが うず）
キャプテン。モデルはタイガー・ウッズであり、彫りの深い顔と浅黒い肌が特徴だが日本人。非凡な才能に恵まれた自称ゴルフ歴18年の17歳。フェアプレーを信条とするが、根に持ちやすい性格。不満を言いながらスイングするのが癖。
阿部 礼二（あべ れいじ）
副将。平均的な技量を誇るが、奇面組の常軌を逸したプレイに不満を持ち、妨害に走る狡猾な一面を持っている。
戸橋 太陽（とばし たいよう）
パワー一番の巨漢だが、風向きも考えずにボールを飛ばすなど思考力に欠ける。九州弁で話す。
乙瀬 花道（おとせ はなみち）
神経質なプレイが信条。冷静であり、部員中ミスをする場面は一度のみ。跳弾を得意とする。
羅国 内安（らくに うちやす）
パワーはないが力まないリラックス打法を得意とする。飄々とした性格。

### 天文部
「フラッシュ!奇面組」で初登場。人類の宇宙進出の時に備え、宇宙飛行士になるための訓練をしている。しかしその理想は宇宙戦艦に乗って宇宙をさまよいあわよくば征服することである。イメージ優先の部であり、まわりからはいい印象を持たれていない。仮入部した奇面組を計画していた訓練の実験台にし、彼らに仕返しされるが、部室から逃げ出す。屋上に避難するが、一応高に水を求めて降り立った宇宙人の船を発見。誤作動により破壊してしまうが、奇面組を退部させ、彼らを入部させる。
天文 学（てんもん まなぶ）
部長。通称船長（キャプテン）。ロケットのような顔立ちをしているが、「ロケット頭」といわれると怒る。
須平須 悟（すぺいす さとる）
部員。宇宙飛行士志望。スペースシャトルのような顔立ちをしている。
宇宙 はるか（そら はるか）
女子部員。グレイのような顔立ちをしている。宇宙人に果物を与える時、わくわくしていた。

### その他のクラブ
振井 須呂夫（ふりい すろお）
バスケ部。面長の顔に長髪が特徴。校内異種格闘技戦にてバスケットボールを遣い、零を的に壁パス攻撃と必殺ダンクショットで止めに入るが、零が突如二頭身になったことによるホールディングにより反則負けになる（自身も前倒れに落下してダメージを受ける）。
初期のクラブ紹介のときにも登場しているが、奇面組は校内異種格闘技戦時に3年生なので同学年なのかは不明。
虎井 拓留（とらい たくる）
ラグビー部。校内異種格闘技戦にて吐乱併人にタックルをしかけるが、トランペットによる騒音攻撃の前に失神して敗れる。
吐乱 併人（とらん べいと）
吹奏楽部。校内異種格闘技戦に出場。顔立ちは仁と同じでありメガネをかけている。一回戦でトランペットを武器に虎井拓留を倒すが、二回戦に冠無了との大音響合戦にてダブルKOとなる。
粉 頭尾夫（ふん ずおお）
ウェイトリフティング部。校内異種格闘技戦に出場。一回戦で零と戦う。得意のリフトアップで零を投げようとするが、二頭身になり右腕に捕まっていた零の六頭身へ戻る反動を利用した強烈な蹴りを食らい敗北。
刺川 小西樹（さすがわ こにしき）
相撲部。校内異種格闘技戦に出場。柔道部の出加下山志太と戦うが、自身の総重量ぶつかった衝撃でリングが壊れて両者失格となる。
この他にも「部」ではないが作者ソックリの生徒が登場し唯に「入らないか？」と誘うコマがある「コタツ同好会」やボディビル同好会、新聞部などがある。

## その他の一応高校生徒
ナンシー・トルネアータ
声 - 島津冴子
昭和41年生まれ 身長172cm 体重60kg 血液型：B型
高校で初登場。転校して8組に入る。国籍不明だが英語圏の人物。日本語は理解できるが、日本各地を転校してきたため、日本語でしゃべると各地の方言が混じった怪しげなものとなる。初登場時は目立たなかったが、実はボディビルで鍛えており、腕相撲は似蛭田を軽く捻るほどで、それに番組・奇面組（春曲鈍も含む）メンバーが助太刀しても打ち勝ち、ほぼ全員を負傷させた（妖も対戦を拒否した番組一巨漢の田打すらも叶わず負傷している）。後にバレーボール部へ入部し、持ち前のパワーと長身を活かしてアタッカーとして活躍する。アニメでは唯の父親にデッサンのモデルとして千絵から紹介されたのが初登場となり、何度も名前を聞き返す彼に「じゃあかしいっ!」と怒鳴りつけている。
渡竹 勝利（わたしだけ かつとし）
声 - 森功至
高校で初登場。走るマラソン理論を自称し、他の走者のペースを乱す、狡猾な戦術を売りにする。校内マラソン大会で優位に立つも、ゴール手前で零に乗せられマラソン理論の自慢話を始めてしまい、気がつけば夕暮れですでに大会は終わっていた（アニメでは同じく零に乗せられる形で出し抜かれ、猛追するもゴールの瞬間に零が筋肉大移動を炸裂させたために敗れる）。
その後父の栄光（さかみつ）、妹の真実（まみ）と揃って一応町家族対抗駅伝大会に出場。マラソン一家で優勝の最有力候補と思われたが、栄光が慣れない送迎バスに酔って体調を崩し、またも敗れた。
父、妹共に顔の造形が一緒だが、一方で豪と髪型や顔つきが似ており、欄外で「書き間違えそう」とコメントが書かれている。
手目小野 若蔵（てめこの わかぞう）
声 - 岡和男
一応高校の総番長。異常に長いアゴが特徴。子分を引き連れ偉そうな態度をとるが、番組や御女組が通るだけで道をどける小心者。卒業を前に「ホネがテキトーにある」新番長を探し、その最中で出会ったオカマの大に活を入れるべく付け狙うことに。大の書店にまで押しかけるが、大から「怒っちゃイヤ」と誤魔化しのキスをされて気が動転。そこへ零の一撃で黙らされた結果、脳波に異常が起きて大に惚れてしまい、番長にしてしまう。
アニメでは、ラッシーのイタズラでガムを顔につけられる。その罪は奇面組になすり付けられてしまったため、誤解して彼らを叩きのめした。
『フラッシュ!』では性格が大きく変わっており、どちらが真の番長か決めるべく似蛭田と力比べで対決を挑むが断られてしまう。そこで唯と千絵を人質にとって無理やり勝負の場に立たせようとする。このため似蛭田から「番長を名乗っている割には男らしさの欠片もない」と突っ込まれた。アゴで瓦やブロックを砕くなど力強さを見せるが、相手のほうが手強いと見て動揺を隠しながら引き分けを宣言する。そこで似蛭田がスキを見せたのをいいことに不意打ちを仕掛けるも躱され、狙いが外れて唯を殴りそうになったが零に受け止められた。その後、興味は番組から御女組に移り「いずれ挨拶してやる」と気取り、その様を見た似蛭田から「絶滅寸前の動物」と揶揄された。
世界市 強（せかいいち つよし）
事代先生の高校時代の同級生。アニメには登場しない。休学したまま8年間武者修行の旅に出ていたことから、「卒業してねぇのかよこいつ!!」と奇面組を驚かせた。自身は中途半端なのでけじめの意味でも復学して卒業するつもりであった。
一応高の異種格闘技戦に飛び入り参加。参加費としてお気に入りの品物を賭けろと要求されると、一目見て気に入った唯を強引に景品にしたため、異種格闘技戦は「唯ちゃん救出戦」の色合いを帯びた。
肉体を徹底的なまでに鍛えており、文字通り鋼鉄の如き屈強な筋骨隆々の体型である。世界中の格闘技やスポーツを一通り学んでおり、一見変態じみた節操のないコスチュームは学んだ数種の格闘技・スポーツのものが合わさっている。一切の攻撃を受け付けない鍛え抜かれた身体は、頭を鉄柱に激突されても鉄柱の方がひん曲がって乗っかった体重で大きく変形するなど人間離れしている。扉ページの解説による事代の言でも「学生時代に校舎の屋上から転落しても突き指だけで済んだ」とあり、天性の超常識的な頑丈さであることが示唆されている。準決勝では怒裸権榎道をも倒すが、その時に笑ったり泣いたりすると途端に常人以下に脆くなることや、さらにはその頑丈さゆえに攻撃は常に返り討ちであり、自分から狙って仕掛ける攻撃も苦手としている弱点（雲童塊曰く「要するに攻撃力はまるで進歩していなかった」）を暴かれた結果、決勝戦で零に敗れる。その後は弱点を克服してさらに磨きをかけるために、復学を延期して再び武者修行の旅に出る。
一沢賀 節子（ひとさわが せつこ）
声 - 島津冴子
昭和42年生まれ 身長157cm 体重45kg 血液型：B型
高校で初登場。奇面組の1学年後輩（10組）。名前通り人騒がせな性格だが、本人にはさほど悪意はない。演技派で、奇面組の噂を聞きつけ、記憶喪失を装い奇面組たちを翻弄した。のちに転校してきた鈍とクラスメイトになった。
不思木 サイコ（ふしぎ サイコ）
昭和42年生まれ 身長155cm 体重40kg 血液型：AB型
高校で初登場。アニメには登場せず。奇面組の1学年後輩。父親の仕事の都合で一時的に鈍の同級生となる。サイコキネシスを持つ超能力者。怒ると能力が暴走してしまうため、口も滅多に利かず感情を押し殺している。鈍の連れてきた子猫を取り上げ、いじめる同級生への怒りのあまり机を念力でぶつけようとした。さらに制止する奇面組を攻撃しようとしたが、あわやのところで鈍にテレパシーを通じて制止され、正気を取り戻した。
理解者を得たことで能力を制御できるように努力をし、一旦安定したように見えた。しかし、実際は怒りを内に溜め込む方向にシフトして目に見えない場所を破壊するようになっただけで、安定化の確認のために「おっとり娘」「凶乱エスパー！」などの暴言を言われた際は視界に写っていない校舎の後ろ半分を全壊させた。この時は本人も安定化の確認のための暴言と理解していたが、言われることで生じる怒りのエネルギーは抑えれなかった。
意地川 累（いじがわ るい）
昭和43年生まれ 身長155cm 体重45kg 血液型：AB型
高校で初登場。また、作内の後半に登場する。アニメには登場せず。奇面組の2学年後輩。名前の通り底意地の悪い毒舌家で、特に人気者を嫌う。底の厚い眼鏡をかけており、素顔は美人。ただし近眼なため、美少女であるという自覚はない。
後に生井気奈子の友人として再登場、準レギュラーに昇格する。気奈子に協力して唯を陥れるために共にバレー部に入部するが、気奈子共々半ば不本意ながらレシーバーとしてレギュラー選手になる。眼鏡を忘れた際にはで大に思いを寄せたが、眼鏡を掛けたオチでは「あんな、女みたいなのあたしの趣味じゃない」とバッサリと切り捨てている。
御屋敷 麻知（おやしき まち）
声 - 三浦雅子
昭和43年生まれ 身長155cm 体重45kg 血液型：A型
高校で初登場。作画は当時新沢のアシスタントだった佐藤正。奇面組の2学年後輩で、テニス部員。見学にかこつけ居座る潔たちを追い払おうとしたことをきっかけに潔と親しくなる。潔は有頂天になったが、実は麻知の亡くしたペット猿のキティと似ていたため、代わりにしていただけだった。
当初、名前は「麻知」のみであったが、アニメ版のスタッフにより「御屋敷」の姓が考案されて公認のフルネームとなった。
その後、潔とは何の接点もないが、一堂家が火災に見舞わられたことで零とラッシーが一時的に身を寄せた際、潔の部屋には彼女の写真が他のアイドルの写真と一緒に貼られていた。
骨岸 無駄郎（ほねきし むだろう）
声 - 亀山助清
高校で初登場。骨岸無造の弟。学年上双子ではないが兄と瓜二つであり（メガネのフレームの形が異なる）、同様にガリ勉だが中学時代から奇面組の学生生活を新鮮なものと感じていた。奇面組に入るために一応高校に入学。彼を厄介者と見た奇面組に入門テストを受けさせられ、ギャグ感覚テストで唯と千絵を笑わせるものの、アクションテスト「変態のわ（平仮名の「わ」のポーズを取る）」で関節が外れて不合格となる。「人間やってやれないことはない」が持論。
生井 気奈子（なまい きなこ）
昭和43年生まれ 身長175cm。体重60kg 血液型：B型
高校で初登場。アニメには登場せず。奇面組の2学年後輩で、累のクラスメイト。零に一目惚れし、唯の恋敵として登場。非常に攻撃的な性格で、唯を威嚇するだけでなく、その邪魔をするためわざと同じ部活動のバレー部に入部。しかし、まともに邪魔をする機会もない上に175cmの長身を生かしてアタッカーとして半ば不本意ながらもレギュラー選手になる。部活動を通じて唯と親しくなり、彼女を認めるようになって零のことを諦めた。原作の運動会をネタにした四コマに一コマだけキヨという幼い妹が登場している。
募乱 亭也（ぼらん ていや）、千矢（ちや）
高校で初登場。アニメには登場せず。「ボランティア兄妹」「歩くおせっかい」と呼ばれる。他人のためにいいことをするのが趣味で、その心情自体本来なら良いことのはずが、世間知らずの上相手の事情を全く考えず、興味本位に首をつっこむため、募金に協力して全部買う時くらいしか喜ばれることはなく、ありがた迷惑になることがほとんど。真実一郎に変態扱いされている。結果として相手を傷つけたり損害を与えていても自覚がない。例えば、豪の家庭環境を耳にすると、すかさず「のろわれた家庭の実態」を校内放送で全校に広めてしまった（本人たちは皆の理解と協力を仰ぐつもりではあったのだが）。潔が女性にモテないことも同情しつつも「この顔だから」と無神経な発言を本人に言っている。自分を省みることもしないどころか「いいことをしたつもり」の自分たちを自画自賛し、しかも他人のためにいいことをする気持ちも中途半端で、自身の都合次第であっさり止めて相手を切り捨てるため、余計悪質になり周囲からも完全に嫌われるようになる。
かおる、くみこ
声 - 江森浩子、渡辺菜生子
新入女学生2人組。アニメ版23話Aパートに登場（Bパートにもモブとして登場）。
HS4巻にも収録の話にもモブキャラクターで登場していたが（下の名前はアニメ版で付けられた）、アニメ版では通学電車内での奇面組の無軌道ぶりに憂鬱となり、ついには豪とひまわり・ちゅーりっぷ兄弟のいざこざに激怒して、「クラッシュガールズ」に扮して彼らを制裁する。

## クラブ挑戦シリーズに登場の主な対戦相手校キャラクター

### 愚名印南高校（おろないんなん こうこう）
女子バレーボール部編で登場。原作では2度にわたって一応高校と対戦している（両校共に主だったメンバーは交代している。また。2回目の登場の際には、校名が「愚奈印南高校」となった）。アニメ版では歯科痔科高校（しかじか こうこう）に変更されている。共学であり、女子の制服はセーラー服。
札仁 巣牌子（さつじん すぱいこ）
声 - 片岡富枝
初登場時のキャプテン。巨漢の体を活かした「殺人スパイク」が最大の武器。その威力は真正面からでは奇面組5人全員で受け止め切れなかったほど。しかし、奇面組たちの奇策に翻弄され、さらには「レシーブができない」弱点を暴かれて敗れる。試合の後、命から奇面組が女装して出場していたことを明かされるが、実はそれはお互い様であった。姉妹に後述の亜竜子（あたつこ）の他に、笛引子（ふえいんこ）、舞呂津子（ぶろつこ）、須突子（すとつこ）、斗須子（とすこ）、佐部子（さぶこ）、礼惟子（れしいこ）がいる。
札仁 亜竜子（さつじん あたつこ）
二度目の登場時のキャプテン。アニメ未登場。巣牌子の妹で姉同様の殺人アタッカー。以前と比べて格段にレベルアップした一応高校女子バレー部に対抗意識を燃やす。その殺人アタックで相手選手のみならず観客まで救急車送りにすることで恐れられている。大会決勝戦で一応高と対戦し、またも殺人アタックを連発するが、一応高側は衝撃吸収用のマットでこれに対応して耐え、これがスタミナ切れを誘って追い付かれる。そして最終セット、会場に駆け付けた命により「標的のない所に球を打てない」弱点を暴かれるなどして逆転負けを喫する。
富士 望（ふじ のぞみ）、田和 時代（たわ ときよ）
主な部員（二度目の登場時）。その長身を活かした鉄壁のブロックで亜竜子をサポートするが、単純な性格であることを突かれる。

### 入分高校（いれぶん こうこう）
サッカー部編で登場。全国大会で優勝したほどの強豪校。
球鯖木 巧（たまさばき たくみ）
声 - 古川登志夫
キャプテン。弾丸シュートを必殺技とし、それを受け止めようとして病院送りにされた選手は数知れないという。同点の後半終了寸前に弾丸シュートを放つが、零と鈍の秘技「シャトルループ」で球の向きを反転させられ、半ばオウンゴールの形で敗れる。
任下 一太（まかした いった）、飯友 通（いいとも とおる）
声 - 田中亮一、金丸淳一
フォワード。「入分高校の翼くんと岬くん」の異名をとるコンビ。キャプテンの球鯖木の縁の下の力持ちに徹し、入分側による先制点はこの二人のアシストによってもたらされた。アニメでは任下が1点シュートを決めている（その分は一応側のペナルティキックで奇面組が「奇面フラッシュ」を放って入分側選手を翻弄した間隙を付いて鈍がシュートを決めて返した）。また任下は「ボールを友達」というセリフを豪に「ならなぜ友達を足蹴にする?」と指摘され、たじろいでいた。
ソレイケ・ミンナー
声 - 平野正人
ゴールキーパー。黒人の外国人選手。黒人ならではの瞬発力で鉄壁の守備を誇るが、奇面組の前にはそれも通用しなかった（許した得点のうち1点は、零と鈍の奇妙なパフォーマンスに気を許している隙を突かれたもの。アニメ版ではさらにその過程でメロドラマ風の演出まで加わっている）。
鬼河内 扱樹（おにこうち しごき）
コーチ。アニメ未登場。普段はサングラスを着用の巨漢。その体に似合わず驚異的な飛跳力を持つ（同点に追い付かれた怒りから来る行動で、ギャグ描写ではあるが）。零によってサングラスを外されたせいで、熱血少年の目を持っていることを明らかにされ、部員たちからも物笑いにされた。試合に敗れた後はショックのあまり失神して部員に抱え込まれる形で帰って行った。

### 音小野高校（おとこの こうこう）
柔道部編で登場した男子校。柔道の強豪校であるが、柔道部は暴力沙汰でも校内外問わず悪名を轟かせている。全員態度が悪く、段位認定試合に出場が認められないため白帯（推定段位）。出場選手の5人（全員平均以上の巨体）が一応高校柔道部の部員たちを奇襲して対戦不能へと追い込み、奇面組が急遽試合に出場することになった。試合の時点ですでに石砂先生が赴任し、主審を務める。なお、柔道着は黒で統一されている。
保咲奈 十四郎（ほざくな とうしろう）
声 - 石塚運昇
身長：190cm 体重：90kg
先鋒。推定段位3段。「秒の殺し屋」を自称し、素早い動きで一瞬にして相手の背後を取る戦法を得意とする。かなり短気。試合では仁と対戦。仁の動きのなさに気の短さを爆発させて仕掛け、わざと空腹状態で試合に挑んだ仁から食べ物（サンマ）と錯覚されて猛烈に攻められるも、仁が勢い余った所を突いて一本勝ち。一応高校の女子で好みのタイプは唯。
猪馬鹿 熊象（いのうましか くまぞう）
声 - 戸谷公次
身長：180cm 体重：100kg
次鋒。推定段位2段。自称「人間フォークリフト」の如く、怪力を活かした豪快な技を得意とする。試合では大と対戦。女性に免疫が無く純情。大のナヨナヨっぷりに翻弄された挙句、キス攻撃（決まり技は「四方八方キス固め」）で敗れる。一応高校の女子で好みのタイプは物月珠美。
マテ・アシカラズ
声 - 塩屋浩三
身長：180cm 体重：90kg
中堅。推定段位2段。謎の覆面を被る国籍不明のメキシコ人。自称「空とぶジュードーマン」の如く、変幻自在の空中殺法で相手を抑え込む。試合では潔と対戦。「覆面を外されると戦意喪失する」という事前情報を基にした潔の得意技「スカートめくり」の応用「覆面めくり」を決められるが、それは逆に顔に対するコンプレックスから来る怒りを爆発させ、潔を破る。一応高校の女子で好みのタイプは織田魔利。
爽 打我也（そう だがや）
声 - 広瀬正志
身長：190cm 体重：130kg
副将。推定段位2段。自称「ニコチャン大王」通りの風貌で、反則もお構いなしに力任せで相手を投げ倒す。試合では豪と対戦。豪を試合会場である音小野高校柔道場の天井を突き破る（これが次の大将戦の勝負を左右する伏線となった）勢いで投げるなど優勢に進めるが、原作では豪の反則攻撃により、アニメではくすぐり攻撃により敗れる。
六条 一馬（ろくじょう ひとま）
声 - 銀河万丈
身長：200cm 体重：150kg
大将。推定段位2段。自称「恋人募集中」。今まで一度も投げられたことが無いと自慢し、その巨体を活かした投げ技を得意とする。対戦相手の零に対しても「試合に負けたら柔道をやめる」と余裕で爆弾発言するほどに優位に試合を進めるが、その最中で千絵に一目惚れしてしまう。そして零を副将戦で空いた天井の穴へと放り上げ、勝利を確信して千絵に交際を申し込もうとする。そこへ声援の書き文字に足を掛けて（アニメでは質寄たちが穴を塞いで）反転した零が勢いよく落ちる形で両者激突、最後は立ち上がろうとして力尽きた勢いで倒れていた零の体を起こす形で敗れる。そして宣言通り、柔道をやめた後は全員男子バレー部に鞍替えし、千絵が所属する一応高校女子バレー部に試合を申し込もうとするが、唯と千絵双方に逃げられ、奇面組からも呆れられていた。
天下 泰平（てんか たいへい）
声 - 筈見純
顧問。音小野高校柔道部顧問としての出番より、町内会長としての出番の方が多い。ガマン大会を企画して、一人だけ暖まったり涼んだりしている。歯と髭と髪は人工。

### 真面損高校（まじそん こうこう）
プロレス部編で登場。
ハッピー・カルホーン
身長：180cm 体重：200kg
200kgの超重量級でゴムまりのような体を誇る。試合では最初に潔と対戦。終始優勢に試合を進めるも、アリキックを決められたことに対する怒りから潔を「フライングソーセージ」で破る。しかし、続く大との対戦では、大の挑発にまたも「フライングソーセージ」を決めようとするが、大にリングロープを揺らされたことでバランスを崩してリングアウト負けを喫する。
ミスター・クエスチョン
身長：180cm 体重：不明
正体不明の覆面レスラーで奇妙な技を繰り出す。しかしそれは観客含めて物笑いの対象でしかなく、大に優勢に傾けられるが、他のメンバーを加えての「分身の術」で大を失神に追い込んで勝利。しかし、続く仁戦では「ホントは弱いんじゃないか」と突かれ、体に巻かれていた包帯を剥ぎ取られて華奢な体を暴かれる格好で敗れる。
スカイ・ハイ・ジャイアント
身長：200cm 体重：150kg
2mの長身で怪力。仁を圧倒するが、零と豪の反則乱入により、仁に弱点である頭を狙い撃ちされ、捨て身の鉄柱攻撃を行おうとするが、零と豪の乱入で相討ちの形に終わる。その後、荒れた展開となり、レフェリーの山本小奴の提案で残った二人同士によるタッグマッチとなる。
カール・テーズ
身長：180cm 体重：90kg
あらゆる技を得意とする正統派オールラウンドプレイヤー。しかしその正統派主義が零の奇策に翻弄されることになり、コワルスキーが豪から受けた反則技でのピンチで乱入することを躊躇させてしまう。
フリッツ・フォン・コワルスキー
身長：190cm 体重：120kg
モアイばりの顔つきに、200kgの握力を活かしたクロー攻撃を得意とする。しかし豪の反則攻撃により徐々に押され気味になり、ついには接着剤で両手の掌を固められたことで地獄の「くすぐり攻撃」を受ける。他のメンバーの台詞がカタカナ交じりなのに対し、彼のみ普通のセリフになっている。

## その他の高校生
淵乃屋 麻衣（ふちのや まい）
声 - 鶴ひろみ
昭和41年生まれ 身長160cm 体重45kg 血液型：A型
雨に降られて帰ろうとしていた仁に傘を投げ与えたことがきっかけで知り合った、病院に入院中の少女。自分の病名は一切告げられていないことから、病弱とは思えないような勢いで看護婦（声：神代知衣）に迫ることもある。お見舞いに訪れた奇面組たちをも振り回す言動を見せるが、実の病名は『先天性悲劇のヒロインになりきってしまう病』であった（アニメ版では、退院する麻衣を見送る仁の姿が描かれた）。
名前の由来は「不治の病」。
泉（いずみ）、佐野（さの）、山本（やまもと）

唯と真実の中学時代の同級生。眼鏡が特徴の男子が泉、セミロングヘアが特徴の女子が佐野、ショートヘアとおしゃれな雰囲気が特徴の女子が山本。
常に3人で行動しており、揃いも揃って嫌味な性格で、唯から好印象は抱かれておらず、真実からも快く思われていない。一応高校の文化祭で唯と真実と再会し、唯たちのクラスの模擬店を訪れ、嫌味をずけずけ言っていたが、偶然目に入った奇面組の模擬店を訪れるも散々な目に遭ってしまう。
アニメ版では、泉が伊矢味 有三（いやみ ゆうぞう）、佐野が影口 菊代（かげぐち きくよ）、山本が鼻津 麻未（はなつ まみ）と名前が変更されている。

## ワラトルマンとやっつけ隊編の登場キャラクター・怪獣
ワラトルマン
身長：100m 体重：1億t
零の変身した姿であることは一目瞭然だが、誰も気付いていない（唯一、後述の地底人がその正体を見抜いていた）。白黒タイマーがあり、変身できる時間は3分（電池を使い切ってしまうため）。マッハ300で飛行可能。必殺技は「スペシャル光線」だが危なくなるまでもったいぶって使いたがらない。都合が悪くなると笑って誤魔化す。なお、変身後は体の元が大きかろうが小さかろうが、その拡大率は一緒である。
イヌトラ7（セブン）
体長：約50m 体重：2千万t
ラッシーの変身した姿。特殊サングラスを掛けることにより変身する。時間無制限で変身できるが、その実態は時間稼ぎのためのやられ役。必殺技は「イヌスラッガー」。マッハ500で飛行可能。耳は3万光年離れた針の音も聞き分けられるが、実際にやると鼓膜が破れるらしい。
『ハイスクール!』の人気投票では7位にランク入りし、ラッシーよりも高い票を得た
グモン
最初に登場した怪獣。口から光線を吐いて攻撃する。零以外のやっつけ隊員は誰一人として出現に気づかなかった。いいところで現れたワラトルマンに倒された。名前の由来について聞くのは「愚問」らしい。
ブッコワス
身長：120m 体重：3億t
正式な名前はなく、「ウスラ（命名・零）」「ズドン（命名・潔）」「テンプラウドン（命名・仁）」とも呼ばれていた（「ブッコワス」の命名者は豪）。富士山麓から突然街中に出現し、暴れ回る。ジェット戦闘機のカープ1号が整備中のため、仕方なく電車で出動したやっつけ隊の目の前に立ちはだかり、いつものように歯が立たず、ようやく登場したワラトルマンも苦戦するが、脈絡無く陸奥博士に弱点を発見され、最後はスペシャル光線で倒された。
ジャドー星人
身長：110m 体重：1億t
時計を狂わせる宇宙人（ただしクォーツ時計のみで、事代のぜんまい時計は狂わせられなかった）。ワラトルマンの白黒タイマーも操るため歯が立たなかったが、人類は意に反して困ったそぶりを見せず、好き勝手を始めた。逆上して破壊ロボ・テノクオを送り込むが、テノクオをワラトルマンに倒された後、乗っていたUFOはカープ1号を巻き添えにする形で撃墜された。
テノクオ
身長：200m 体重：5億t
ジャドー星人のロボット。時間を狂わせても平気な人類を恐怖のどん底に叩き落とすためだけに登場。タイマーを砂時計にする奇策でワラトルマンが勝利した。
名の由来「奥の手」の逆読み。
地底人
地底王ゴールドを首領とするその名の通りの種族（その配下のうち、名前が判明しているのは女性のシルバー、巨漢男性のアイアン）。全員サングラス着用（光の少ない地底に順応して目が異常に進化しているため）。何の脈絡も無く一堂零ことワラトルマンの正体を見抜いており、地下鉄に乗っていたやっつけ隊の目の前で零を拉致する。マンガンが倒された後は、こっそり地上に住み着いていて、ストーリーのラストカットには、ゴールドと一部の配下は地下鉄職員として、一堂らと対面している。
マンガン
地底人類の配下の地底怪獣。鼻にドリルを付け、零を拉致したことでワラトルマンが出現できない地上に攻撃を仕掛ける。しかし、地底戦車「ジェットオケラタンク」で地底人の本拠地に乗り込んだやっつけ隊により救出された零が変身したワラトルマンにより、身を投げられた時に鼻のドリルを地面に突き刺す格好で身動きが取れなくなった所で倒される。
宇宙昆虫インセキト
その名の通りの昆虫で、地球に生息するそれより巨大な体で地球上の昆虫を食いつくさんとしていた。事代先生の実家にやって来たやっつけ隊一同だが、零が陸奥博士が開発した対怪獣用ミクロドロップ（効果は1時間限定）を勝手に飲んだことがきっかけで、地元の昆虫たちからインセキト退治を頼まれ、零は小型化した体で変身用乾電池を何とか頭上にかざしてワラトルマンに変身、インセキトを撃退する。
カーニ星人
人類によく似た生き物「ヒト」を食用とする宇宙人。蟹そっくりだが二足歩行。乱獲で減少した「ヒト」の代わりに、人類を食用にすべく蟹料理店の看板を操り、巨大怪獣にして人類の捕獲を始めた。しかし横にしか歩けない弱点をつかれ倒された。
合体怪獣カニドーラク
現在の版では「カニザンマイ」と改められている。蟹料理店の看板が集められ、カーニ星人により怪獣となったもの。やがて全国各地で大量発生し、カーニ星人を倒さない限り、何度破壊しても再生する。

## 一応市滞在の人物
要田 ヨネ（ようだ ヨネ）
声 - 八奈見乗児
若人蘭の使用人。モデルはヨーダ。心配性の余り、蘭と事代先生の買い物を偵察するように奇面組と唯・千絵に頼み込む。その後、事代先生の写真を見て惚れ込んでしまう。原作では2回のみの登場であったが、アニメでは蘭に嫌われたと勘違いして一堂家に家出する形で再度登場するエピソードがある（それも零がつれてきた事代先生の登場で解決する）。
瀬国 太志（せこく ふとし）
声 - 郷里大輔
バッティングセンター店長。開店記念のサービスとして猛打賞で「自転車」、ホームラン賞で「ビデオ付きテレビ」を賞品としていたが。店員とグルになり、賞品を取らせないようにするセコイ性格。結局は塊と豪に打たれてしまうが、「かごと回数券」と「ホームランの瞬間をビデオで再生」を贈呈する。アニメでは「賞品自体を渡すとは言っていない」と言い訳するも、追いかけられていた。
志太井 助平（しぶとい すけべい）
一応町ビデオショップ店長。夏祭りのガマン大会に参加。スケベな性格で、会話に脈絡がないこともある。前年のガマン大会の優勝者であり、唯の父と最後まで争い勝利。優勝賞品の南の島（民宿）に行くことになる。
連載時は助平選手と呼ばれたのみで、単行本にてフルネームがつけられた。
読切『おやおや親父』にも登場。同じ顔の息子が登場している。
倉持 さおり（くらもち さおり）
声 - 三浦雅子
一応市で有名な資産家・倉持金成（くらもち かねなり…読切『おやおや親父』に登場） の娘。誘拐犯（アニメでは当たり屋）に誘拐され、拉致されたところをラッシーに助けられる。彼のことを気に入り、老侍従（声 - 槐柳二）に無理を言ってペットにする。しかし理想と現実の違いを知ったラッシーは家を飛び出し、一堂家に戻る。

## 芸能関係者
志派田 好子（しばた よしこ）
アニメには登場せず。ラジオの深夜放送番組『オールナイト・イッポン』のDJ。愛称は「好子姫」。奇面組のクラスでもファンが多い。その中で奇面組のみが無関心に見えたが、実は冷越豪が隠れファンだった。しかしある時、豪の投稿を読み上げる際、手違いで本名を読んでしまい、明るみに出た。
真市 文二（まいち もんじ）
声 - 野本礼三
『セーラー服が機関銃』『時に見かける少女』など数々の学園もののヒット作を手がけた名監督。一応高校にてロケを行うが、不良役のエキストラ（本物の不良）がエスケープしたため奇面組を代役に起用する。本人によると寛大な性格であり、サインを求められると横並びにして「一」の字を書く。
松田 広之（まつだ ひろゆき）
声 - 塩沢兼人
映画「笑われた学園」の主演俳優。惟子の相手役を務めた。殴られ方がよくないという監督の指示から奇面組の顔を腫れ上がらせるほど殴り続けた。
河川 惟子（かわ いこ）
声 - 佐々木るん
松田の共演者。「河川唯#親類」を参照。

### 実在本人によるもの
露木茂（つゆき しげる）
声 - 本人（フジテレビアナウンサー〈当時〉）
アニメ版で声のみの出演（顔は本人ではない）。第50話前半「犬に小判」の冒頭で流れたテレビニュースを読み上げていた。
うしろゆびさされ組（うしろゆびさされぐみ）
声 - 高井麻巳子、岩井由紀子（いずれもメンバー本人）
アニメ版第63話後半「うしろゆびさされ組の卒業式ジャック」の卒業式シーンにて登場。ユニットの解散、および高井のおニャン子クラブ卒業を発表したあと、デビュー曲「うしろゆびさされ組」を披露した。その際、豪たちがバック演奏を務めている（パートは初代オープニングに準ずる）。

## 動物キャラクター
ロッキー
声 - 戸谷公次
ビューティーの友人であり、ラッシーの恋敵の犬。種類はシェパード。ケンカが強く、ラッシーを2度打ち負かしている（アニメでは勝つために努力をしたラッシーにビューティーが駆け寄るものの、のちに「鍛錬不足」と指摘した豪に袋叩きにされた）。
キョンシー
声 - 山本百合子
アニメオリジナルキャラクター。ラッシーのもとに迷い込んだ子犬。その時点で名前は決まっていなかったが、当時人気の中国映画をもとに命名する。その後、無事に本来の飼い主が見つかる。

## その他の登場人物
一日 一善（ひとひ かずよし）
声 - 三ツ矢雄二
昭和38年生まれ 身長175cm。体重65kg 血液型：B型
零と鈍の小学生時代の幼なじみで1年年上。大学生。牛乳配達のアルバイトをしている。モデルは当時アシスタントをしていた佐藤正。当初は名無しの脇役で、『ハイスクール!奇面組』で初めて姓名つきで登場。小学生時代、一目惚れした美少女（実は中学時代の若人先生）を「乙女さん」と呼び、何とか接近しようとした。しかし、零や鈍の協力ではうまくいくはずもなかった。アニメ版のオリジナルパートでは奇面組たちの協力で教師となった若人先生と再会を果たすが、その光景を事代先生に目撃されてしまう。
『3年奇面組』時代に発表された読切作品『教師のらいせんす』にて主人公を務めており、ここでの彼の母校は「芽支学園高校（めしがくえんこうこう）」となっており、ひょんなことから一日だけ教師を務めることになる。
新鱈 墓栄（しんだら はかえい）
身長168cm。体重52kg 血液型：A型
高校で初登場。アニメには登場せず。漫画家。『ハイスケール!御面組』を『週刊少年ジャンボ』に連載。アニメ化もされたがすぐに打ち切られた。腰痛持ち。部屋はいつも散らかっている。
盗作を平気で行ったりキャラクターの顔をスタンプで済ませたりする。ただし、千飼統作が一応書店で開催された「マンガフェスティバル」（漫画スクール）に作品を持ち込みした時に、大笑いしたあとに「人まね（盗作）すんな！」と自分を棚上げして一喝する場面があったが、確かな批評眼は持ち合わせてもいる。千飼統作をアシスタントにしている。アパートは「貧荘（ひんそう）」だが、のちにマンションに引っ越した。
作者の新沢自身のパロディであり、新沢によれば、「僕が言いたいけど言えないことを、悪い部分を含めて代弁してくれる」「極端な部分をやらせたかったんですよ」と述べている。
痩猪 エルザ（やせいの エルザ）
声 - 戸田恵子
昭和43年生まれ 身長160cm 体重45kg 血液型：A型
5歳の頃アフリカで両親とはぐれ、その後大自然の中を生き抜いてきた野生少女。片言の日本語を話す。調査団に捕らえられ、日本に送られたところを脱走、一堂家に逃げ込む。パスポートを持っていたため、身元が判明し両親の元へ無事帰ることができた（アニメではハンカチに変更され、ラッシーとヨーゼフの嗅覚により家を突き止める）。父親はライオンのような顔をしている。
根賀倉 奏（ねがくら そう）
声 - 塩屋浩三
ストレス解消に夜中にクイズと称してイタズラ電話をかけている受験の落とし子。唯の家に電話をかけ、その後千絵、零の家に電話をかけるものの失敗。最後に唯の素直な返答と彼女の応援により改心するも、電話ボックスから出たところをパトロール中の警官に呼び止められる。
漁坂 正直（いささか まさなお）
声 - 亀山助清
漁坂商事の子息。近眼。ヨネの紹介で若人先生とお見合いをするが、事代先生が若人先生を引き止め、零と豪が変装しお見合いを破談に追い込もうとするが、豪の変装した先生を正直な女性と認めて好きになってしまう。料理が得意で、カラオケ（アニメでは「演歌ならまかせてください」と発言）好き。
流石 釣吉（さすが つりきち）
声 - 古川登志夫
アニメでは釣賀道楽（つりが どうらく）。原作のみ師匠も登場。釣りの達人っぽく振舞っているが、実は一度も魚を釣ったことがない素人だった。
本間屋教授（ほんまやきょうじゅ）
声 - 田中康郎
アフリカ調査団。エルザを捕らえ、テレビ局を訪問するも逃げられてしまい名声ほしさの狂言の一言で片付けられ、エルザを捕らえ名誉挽回を図るが、奇面組と唯・千絵の手により失敗する。しかし実家がエルザの隣の家であったため、未だに狙おうとしていた。アニメ版では奇面組の罠により、車ごと空高く飛び、その後の登場はない。
岡本 忠則（おかもと ただのり）
声 - 水鳥鉄夫
アニメでは岡本鱈宇（おかもと たらう）。『びっくりカメラ』の仕掛け人。画家に扮装し、事代先生を「絵のモデル」と偽り引っかけるが、その翌日に助手2人とともに事代先生と奇面組により逆に引っかけられてしまう。
三井 住友（みつい すみとも）
大財閥の御曹司で零に瓜二つ。庶民の生活に憧れて家出した際に偶然奇面組と出会い、零と入れ替わる形で一応高校と一堂家での一日を過ごす。文武両道で品行方正な人格者だが、庶民のことを知らない浮世離れした部分もある。
サンタクロース
声 - 宮内幸平
アニメオリジナルキャラクター。その年のクリスマスシーズンは忙しいため、零を男と見込んでサンタ役に指名し、自分の代役としてクリスマス・イヴでの子供たちへのプレゼント配りを託す。
我慢 素留造（がまん するぞう）
声 - 郷里大輔
アニメオリジナルキャラクター。阿久野鉄人に代わり「寒中ガマン大会」に出場。寒空の下でアイスを平気で食べられるほど寒さに強い。優勝候補に目されていたが、実は高所恐怖症であり、最後の関門である池の上に作られた高さ約3メートルで氷で出来た平均台に恐怖し、さらには風邪を引いていた零のくしゃみにより平均台から池に落ちて失格となる。
江川 華乱（えがわ からん）
『フラッシュ!』に登場。画家。一応町にて展覧会を開いていた。静物画を主とするが、展覧されている絵が食材から料理に変貌していくなど、方向性がわからない絵を描くことで有名。板三とも面識がある。